# Persone di nome Giorgio
| Questa pagina contiene informazioni ricavate automaticamente dalle voci biografiche con l'ausilio del template Bio e di un bot. L'aggiornamento è periodico e automatico e ricostruisce completamente la pagina. Se manca una persona in questa lista, sei pregato di non aggiungerla, ma accertati piuttosto che la sua voce biografica contenga il template Bio e che i dati anagrafici siano correttamente compilati. Se il template Bio manca, inseriscilo tu stesso o, in alternativa, metti l'avviso {{tmp\|Bio}} che ne segnala la mancanza. Se i dati riportati sono sbagliati, correggi direttamente la voce biografica; le modifiche saranno visibili in questa lista entro pochi giorni. Per chiarimenti vedi il progetto antroponimi. La lista contiene solo le 1.248 persone che sono citate nell'enciclopedia e per le quali è stato implementato correttamente il template Bio. Pagina aggiornata al 6 ago 2025. |

Questa è una lista di persone presenti nell'enciclopedia che hanno il nome Giorgio, suddivise per attività principale.

## Agronomi(1)
- Giorgio Bargioni, agronomo italiano (Firenze, n. 1925 - Verona, † 2012)

## Allenatori di atletica leggera(1)
- Giorgio Frinolli, allenatore di atletica leggera e ex ostacolista italiano (Roma, n. 1970)

## Allenatori di calcio(30)
- Giorgio Bozzato, allenatore di calcio e calciatore italiano (Chioggia, n. 1930 - Chioggia, † 1988)
- Giorgio Campagna, allenatore di calcio e ex calciatore italiano (Milano, n. 1951)
- Giorgio Canali, allenatore di calcio e ex calciatore italiano (Roma, n. 1939)
- Giorgio Cidri, allenatore di calcio e calciatore italiano (Pola, n. 1904 - Verona, † 1947)
- Giorgio Contini, allenatore di calcio e ex calciatore svizzero (Winterthur, n. 1974)
- Giorgio Da Costa, allenatore di calcio e calciatore italiano (Firenze, n. 1920 - Firenze, † 2009)
- Giorgio De Trizio, allenatore di calcio e ex calciatore italiano (Bari, n. 1961)
- Giorgio Fioravanti, allenatore di calcio e calciatore italiano (Cesena, n. 1921 - Roma, † 2007)
- Giorgio Frezzolini, allenatore di calcio e ex calciatore italiano (Roma, n. 1976)
- Giorgio Gambin, allenatore di calcio e ex calciatore italiano (Merlara, n. 1948)
- Giorgio Gennari, allenatore di calcio e calciatore italiano (Ravenna, n. 1951 - Ravenna, † 2014)
- Giorgio Ghezzi, allenatore di calcio e calciatore italiano (Cesenatico, n. 1930 - Forlì, † 1990)
- Giorgio Gorgone, allenatore di calcio e ex calciatore italiano (Roma, n. 1976)
- Gheorghe Hagi, allenatore di calcio, dirigente sportivo e ex calciatore rumeno (Săcele, n. 1965)
- Giorgio La Vista, allenatore di calcio e ex calciatore italiano (Roma, n. 1979)
- Giorgio Leoni, allenatore di calcio e ex calciatore sammarinese (Fiorentino, n. 1950)
- Giorgio Lucenti, allenatore di calcio e ex calciatore italiano (Ragusa, n. 1975)
- Giorgio Mastropasqua, allenatore di calcio e ex calciatore italiano (Rivoli, n. 1951)
- Giorgio Melis, allenatore di calcio e ex calciatore italiano (Carbonia, n. 1958)
- Giorgio Mognon, allenatore di calcio e ex calciatore italiano (Cornuda, n. 1938)
- Giorgio Morini, allenatore di calcio e ex calciatore italiano (Carrara, n. 1947)
- Giorgio Papais, allenatore di calcio e ex calciatore italiano (Zoppola, n. 1961)
- Giorgio Perversi, allenatore di calcio e ex calciatore italiano (Milano, n. 1935)
- Giorgio Puia, allenatore di calcio e ex calciatore italiano (Gorizia, n. 1938)
- Giorgio Roselli, allenatore di calcio e ex calciatore italiano (Montone, n. 1957)
- Giorgio Rumignani, allenatore di calcio e ex calciatore italiano (Gemona del Friuli, n. 1939)
- Giorgio Sereni, allenatore di calcio e calciatore italiano (Luzzara, n. 1935 - Venezia, † 2010)
- Giorgio Sterchele, allenatore di calcio e ex calciatore italiano (Schio, n. 1970)
- Giorgio Veneri, allenatore di calcio e calciatore italiano (Mantova, n. 1939 - Crema, † 2023)
- Giorgio Zoff, allenatore di calcio e ex calciatore italiano (Romans d'Isonzo, n. 1947)

## Allenatori di pallacanestro(2)
- Giorgio Brenci, allenatore di pallacanestro italiano (Siena, n. 1936 - Siena, † 2021)
- Giorgio Valli, allenatore di pallacanestro italiano (Modena, n. 1962)

## Allenatori di pallamano(1)
- Giorgio Oveglia, allenatore di pallamano, ex pallamanista e dirigente sportivo italiano (Trieste, n. 1963)

## Allenatori di pallavolo(2)
- Giorgio Barbieri, allenatore di pallavolo e ex pallavolista italiano (Modena, n. 1947)
- Giorgio Muzzi, allenatore di pallavolo e pallavolista italiano (Parma, n. 1937 - Riccione, † 2012)

## Alpinisti(1)
- Giorgio Redaelli, alpinista italiano (Mandello del Lario, n. 1935 - Lecco, † 2022)

## Ambientalisti(1)
- Giorgio Nebbia, ambientalista, politico e chimico italiano (Bologna, n. 1926 - Roma, † 2019)

## Ammiragli(3)
- Giorgio Andrea Agnès des Geneys, ammiraglio e generale italiano (Chiomonte, n. 1761 - Genova, † 1839)
- Giorgio Mameli, ammiraglio italiano (Lanusei, n. 1798 - Genova, † 1871)
- Giorgio d'Antiochia, ammiraglio bizantino (Antiochia di Siria - Palermo)

## Anatomisti(2)
- Giorgio Baglivi, anatomista italiano (Ragusa, n. 1668 - Roma, † 1707)
- Giorgio Pellizzari, anatomista italiano (Firenze, n. 1814 - Firenze, † 1894)

## Antifascisti(2)
- Giorgio Braccialarghe, antifascista, partigiano e diplomatico italiano (Pallanza, n. 1911 - Roma, † 1993)
- Giorgio Nissim, antifascista italiano (Pisa, n. 1908 - † 1976)

## Antropologi(1)
- Giorgio Manzi, antropologo e paleontologo italiano (Roma, n. 1958)

## Arbitri di calcio(4)
- Giorgio Baldi, arbitro di calcio italiano (Avezzano, n. 1946)
- Giorgio Bernardi, arbitro di calcio italiano (Bologna, n. 1912 - Bologna, † 1988)
- Giorgio Genel, arbitro di calcio italiano (Trieste, n. 1928 - Trieste, † 1993)
- Giorgio Lops, ex arbitro di calcio italiano (Torino, n. 1974)

## Archeologi(4)
- Giorgio Buccellati, archeologo italiano (Milano, n. 1937)
- Giorgio Buchner, archeologo tedesco (Monaco di Baviera, n. 1914 - Ischia, † 2005)
- Giorgio Gullini, archeologo italiano (Roma, n. 1923 - Padova, † 2004)
- Giorgio Monaco, archeologo italiano (n. 1907 - † 1983)

## Architetti(18)
- Giorgio Calza Bini, architetto e urbanista italiano (Livorno, n. 1908 - Roma, † 1999)
- Giorgio Casati, architetto e pittore italiano (Giussano, n. 1942)
- Giorgio Cavaglieri, architetto e pittore italiano (Venezia, n. 1911 - New York, † 2007)
- Giorgio Ceretti, architetto italiano (Domodossola, n. 1932)
- Giorgio Di Faccio, architetto italiano (Niella Tanaro - Palermo, † 1592)
- Giorgio da Erba, architetto italiano (Parma - Parma)
- Giorgio Domenico Fossati, architetto, incisore e scrittore svizzero (Morcote, n. 1705 - Venezia, † 1785)
- Giorgio da Como, architetto italiano
- Giorgio Giudici, architetto e politico svizzero (Lugano, n. 1945)
- Giorgio Grassi, architetto italiano (Milano, n. 1935)
- Giorgio Grognet de Vassé, architetto maltese (n. 1774 - Mosta, † 1862)
- Giorgio Massari, architetto italiano (Venezia, n. 1687 - Venezia, † 1766)
- Giorgio Muratore, architetto, storico dell'architettura e docente italiano (Roma, n. 1946 - Roma, † 2017)
- Giorgio di Simone, architetto e scrittore italiano (Nizza, n. 1925 - Napoli, † 2018)
- Giorgio Spavento, architetto italiano (Venezia - Venezia, † 1509)
- Giorgio Trebbi, architetto italiano (Bologna, n. 1926 - Bologna, † 2002)
- Giorgio Wenter Marini, architetto italiano (Rovereto, n. 1890 - Venezia, † 1973)
- Giorgio da Como, architetto e scultore italiano (Como)

## Archivisti(2)
- Giorgio Costamagna, archivista e diplomatista italiano (San Michele Mondovì, n. 1916 - Genova, † 2000)
- Giorgio Tori, archivista e storico italiano (Roma, n. 1941 - Lucca, † 2025)

## Arcivescovi(4)
- Giorgio d'Antiochia, arcivescovo e santo bizantino († 814)
- Giorgio I di Costantinopoli, arcivescovo bizantino († 686)
- Giorgio I di Alessandria, arcivescovo bizantino († 630)
- Giorgio di Nicomedia, arcivescovo e teologo bizantino

## Arcivescovi cattolici(5)
- Giorgio Benigno Salviati, arcivescovo cattolico bosniaco (Srebrenica, n. 1445 - Barletta, † 1520)
- Giorgio Ferretti, arcivescovo cattolico italiano (Genova, n. 1967)
- Giorgio Demetrio Gallaro, arcivescovo cattolico italiano (Pozzallo, n. 1948)
- Giorgio d'Austria, arcivescovo cattolico austriaco (Gand, n. 1505 - Liegi, † 1557)
- Giorgio Maria Lascaris, arcivescovo cattolico e patriarca cattolico italiano (Verona, n. 1706 - Roma, † 1795)

## Arcivescovi ortodossi(2)
- Giorgio II di Alessandria, arcivescovo ortodosso egiziano († 1052)
- Giorgio II di Costantinopoli, arcivescovo ortodosso bizantino († 1198)

## Artigiani(1)
- Giorgio Ripamonti, artigiano italiano (Mandello del Lario, n. 1883 - Mandello del Lario, † 1955)

## Artisti(3)
- Giorgio Andreotta Calò, artista italiano (Venezia, n. 1979)
- Giorgio Lao, artista e pittore italiano (Brescia, n. 1934)
- Giorgio Milani, artista italiano (Piacenza, n. 1946)

## Assassini seriali(2)
- Giorgio Orsolano, serial killer italiano (San Giorgio Canavese, n. 1803 - San Giorgio Canavese, † 1835)
- Giorgio William Vizzardelli, serial killer italiano (Francavilla al Mare, n. 1922 - Carrara, † 1973)

## Astisti(1)
- Giorgio Piantella, astista italiano (Camposampiero, n. 1981)

## Astronomi(1)
- Giorgio Abetti, astronomo e fisico italiano (Padova, n. 1882 - Firenze, † 1982)

## Attivisti(1)
- Giorgio Pietrostefani, attivista e scrittore italiano (L'Aquila, n. 1943)

## Attori(33)
- Giorgio Albertazzi, attore e regista teatrale italiano (Fiesole, n. 1923 - Roccastrada, † 2016)
- Giorgio Ardisson, attore italiano (Rocca Canavese, n. 1931 - Cerveteri, † 2014)
- Giorgio Ariani, attore, comico e doppiatore italiano (Ferrara, n. 1941 - Empoli, † 2016)
- Giorgio Bandiera, attore e doppiatore italiano (Siracusa, n. 1926)
- Giorgio Biavati, attore italiano (Bologna, n. 1939)
- Giorgio Bixio, attore italiano (Genova, n. 1912 - Roma, † 1984)
- Giorgio Borghetti, attore, doppiatore e direttore del doppiaggio italiano (Roma, n. 1971)
- Giorgio Cantarini, attore italiano (Orvieto, n. 1992)
- Giorgio Capecchi, attore e doppiatore italiano (Livorno, n. 1901 - Roma, † 1968)
- Giorgio Caputo, attore italiano (Napoli, n. 1974)
- Giorgio Careccia, attore italiano (Campobasso, n. 1978)
- Giorgio Cataldi, attore italiano
- Giorgio Centamore, attore, sceneggiatore e drammaturgo italiano (n. 1966)
- Giorgio Colangeli, attore italiano (Roma, n. 1949)
- Giorgio Costantini, attore e sceneggiatore italiano (San Michele al Tagliamento, n. 1911 - Roma, † 1997)
- Giorgio De Lullo, attore e regista teatrale italiano (Roma, n. 1921 - Roma, † 1981)
- Giorgio Favretto, attore, doppiatore e direttore del doppiaggio italiano (Fiume, n. 1941 - Anguillara Sabazia, † 2025)
- Giorgio Ginex, attore, conduttore radiofonico e doppiatore italiano (Novara, n. 1965)
- Giorgio Gobbi, attore italiano (Roma, n. 1957)
- Giorgio Gusso, attore e doppiatore italiano (Treviso, n. 1932 - Roma, † 1998)
- Giorgio Listuzzi, attore italiano (Trieste, n. 1934 - Palmanova, † 2020)
- Giorgio Lopez, attore, doppiatore e direttore del doppiaggio italiano (Napoli, n. 1947 - Roma, † 2021)
- Giorgio Lupano, attore italiano (Trofarello, n. 1969)
- Giorgio Marchesi, attore italiano (Bergamo, n. 1974)
- Giorgio Melazzi, attore, doppiatore e comico italiano (Bellagio, n. 1950)
- Giorgio Pasotti, attore e regista italiano (Bergamo, n. 1973)
- Giorgio Piamonti, attore italiano (Firenze, n. 1899 - Roiate, † 1966)
- Giorgio Piazza, attore, doppiatore e direttore del doppiaggio italiano (Roma, n. 1925 - Roma, † 2010)
- Giorgio Picchianti, attore italiano († 2019)
- Giorgio Pinto, attore italiano (Napoli, n. 1981)
- Giorgio Tirabassi, attore e regista italiano (Roma, n. 1960)
- Giorgio Trestini, attore italiano (Castenaso, n. 1937)
- Giorgio Zanetti, attore, comico e cantante italiano (Brescia, n. 1962)

## Attori teatrali(1)
- Giorgio Barberio Corsetti, attore teatrale, regista teatrale e drammaturgo italiano (Roma, n. 1951)

## Aviatori(5)
- Giorgio Bombonati, aviatore e militare italiano (Borgo San Giorgio, n. 1908 - Lechemti, † 1936)
- Giorgio Gonelli, aviatore e militare italiano (Ferrara, n. 1930 - Kindu, † 1961)
- Giorgio Jannicelli, aviatore e militare italiano (Roma, n. 1912 - Bowolin, † 1941)
- Giorgio Parodi, aviatore, militare e imprenditore italiano (Venezia, n. 1897 - Genova, † 1955)
- Giorgio Savoja, aviatore e ufficiale italiano (Milano, n. 1916 - Misurata, † 1943)

## Avventurieri(1)
- Giorgio Baroni Cavalcabò, avventuriero e diplomatico italiano (Borgo Sacco, n. 1717 - Parigi, † 1799)

## Avvocati(9)
- Giorgio Ambrosoli, avvocato italiano (Milano, n. 1933 - Milano, † 1979)
- Giorgio Berti, avvocato e giurista italiano (Trecenta, n. 1927 - Milano, † 2007)
- Giorgio Tommaso Cimino, avvocato, librettista e politico italiano (Napoli, n. 1823 - Lugano, † 1905)
- Giorgio De Giuseppe, avvocato e ex politico italiano (Maglie, n. 1930)
- Giorgio Malipiero, avvocato e calciatore italiano (Roma, n. 1902 - Padova, † 1971)
- Giorgio Mastino Del Rio, avvocato e politico italiano (Ballao, n. 1899 - Roma, † 1969)
- Giorgio Pagliari, avvocato e politico italiano (Parma, n. 1950)
- Giorgio Quadri, avvocato e ex nuotatore italiano (Roma, n. 1960)
- Giorgio Sacerdoti, avvocato, giurista e giudice italiano (Nizza, n. 1943)

## Baritoni(3)
- Giorgio Gatti, baritono italiano (Poggio a Caiano, n. 1948 - Roma, † 2021)
- Giorgio Ronconi, baritono italiano (Milano, n. 1810 - Madrid, † 1890)
- Giorgio Zancanaro, baritono italiano (Verona, n. 1939)

## Bassi(2)
- Giorgio Tadeo, basso italiano (Verona, n. 1929 - Milano, † 2008)
- Giorgio Tozzi, basso statunitense (Chicago, n. 1923 - Bloomington, † 2011)

## Bassi-baritoni(1)
- Giorgio Surian, basso-baritono croato (Fiume, n. 1954)

## Bassisti(1)
- Giorgio Piazza, bassista italiano (Milano, n. 1945)

## Biologi(2)
- Giorgio Bianciardi, biologo italiano (Siena, n. 1954)
- Giorgio Tecce, biologo e dirigente pubblico italiano (Napoli, n. 1923 - Roma, † 2006)

## Bizantinisti(1)
- Giorgio Ravegnani, bizantinista italiano (Milano, n. 1948)

## Bobbisti(5)
- Giorgio Alverà, bobbista italiano (Cortina d'Ampezzo, n. 1943 - Cortina d'Ampezzo, † 2013)
- Giorgio Biasini, bobbista italiano
- Giorgio Costantini, bobbista italiano (Cortina d'Ampezzo, n. 1962 - † 2022)
- Giorgio Ghedina, bobbista italiano (Cortina d'Ampezzo, n. 1959)
- Giorgio Morbidelli, ex bobbista italiano (Ancona, n. 1974)

## Botanici(2)
- Giorgio Bonelli, botanico e medico italiano (Vicoforte, n. 1724 - Roma, † 1803)
- Giorgio Samorini, botanico italiano (Bologna, n. 1957)

## Cabarettisti(1)
- Giorgio Porcaro, cabarettista, comico e attore italiano (Benevento, n. 1952 - Monza, † 2002)

## Canottieri(2)
- Giorgio Tuccinardi, canottiere italiano (Udine, n. 1985)
- Giorgio Cesana, canottiere italiano (Venezia, n. 1892 - Venezia, † 1967)

## Cantanti(3)
- George Aaron, cantante italiano (Vicenza, n. 1963)
- Giorgio Consolini, cantante italiano (Bologna, n. 1920 - Bologna, † 2012)
- Johnny Dorelli, cantante, pianista e showman italiano (Milano, n. 1937)

## Cantautori(11)
- Giorgio Bettinelli, cantautore italiano (Crema, n. 1955 - Jinghong, † 2008)
- Giorgio Canali, cantautore, chitarrista e produttore discografico italiano (Predappio, n. 1958)
- Giorgio Ciccarelli, cantautore italiano (Milano, n. 1967)
- Giorgio Conte, cantautore e compositore italiano (Asti, n. 1941)
- Giorgio Gaber, cantautore, drammaturgo e attore italiano (Milano, n. 1939 - Montemagno di Camaiore, † 2003)
- Giorgio Laneve, cantautore italiano (Milano, n. 1946)
- Giorgio Lo Cascio, cantautore e giornalista italiano (Roma, n. 1951 - Roma, † 2001)
- Giorgio Poi, cantautore, polistrumentista e produttore discografico italiano (Novara, n. 1986)
- Tutti Fenomeni, cantautore, rapper e attore italiano (Roma, n. 1996)
- Giorgio Vanni, cantautore italiano (Milano, n. 1963)
- Giorgio Zito, cantautore, chitarrista e produttore discografico italiano (Napoli, n. 1949 - Napoli, † 2024)

## Cardinali(9)
- Giorgio Corner, cardinale e arcivescovo cattolico italiano (Venezia, n. 1658 - Padova, † 1722)
- Giorgio Doria Pamphilj Landi, cardinale italiano (Roma, n. 1772 - Roma, † 1837)
- Giorgio Doria, cardinale e arcivescovo cattolico italiano (Genova, n. 1708 - Roma, † 1759)
- Giorgio Fieschi, cardinale e arcivescovo cattolico italiano (Genova - Roma, † 1461)
- Giorgio di Armagnac, cardinale e arcivescovo cattolico francese (Guascogna, n. 1501 - Avignone, † 1585)
- Giorgio Gusmini, cardinale e arcivescovo cattolico italiano (Gazzaniga, n. 1855 - Bologna, † 1921)
- Giorgio Marengo, cardinale, vescovo cattolico e missionario italiano (Cuneo, n. 1974)
- Giorgio Martinuzzi, cardinale, arcivescovo cattolico e politico ungherese (Isole Incoronate, n. 1482 - Alvinc, † 1551)
- Giorgio Spinola, cardinale e arcivescovo cattolico italiano (Genova, n. 1667 - Roma, † 1739)

## Cestisti(14)
- Giorgio Bongiovanni, ex cestista e allenatore di pallacanestro italiano (Bologna, n. 1926)
- Giorgio Boscagin, ex cestista italiano (Tregnago, n. 1983)
- Giorgio Buzzavo, ex cestista e dirigente sportivo italiano (Treviso, n. 1947)
- Giorgio Cattini, ex cestista italiano (Novellara, n. 1956)
- Giorgio Cedolini, ex cestista italiano (Venezia, n. 1940)
- Giorgio Consonni, ex cestista italiano
- Giorgio Dimatore, ex cestista italiano (Venezia, n. 1966)
- Giorgio Galipò, cestista italiano (Messina, n. 1999)
- Giorgio Giomo, ex cestista italiano (Treviso, n. 1949)
- Giorgio Morettuzzo, ex cestista italiano (Codroipo, n. 1952)
- Giorgio Panzini, cestista italiano (Ancona, n. 1960)
- Giorgio Piunti, cestista italiano (Ascoli, n. 1990)
- Giorgio Sgobba, cestista italiano (Firenze, n. 1992)
- Giorgio Tonzig, ex cestista italiano (Padova, n. 1971)

## Chimici(3)
- Giorgio Errera, chimico italiano (Venezia, n. 1860 - Torino, † 1933)
- Giorgio Mazzanti, chimico e dirigente pubblico italiano (Milano, n. 1928 - Milano, † 2023)
- Giorgio Piccardi, chimico italiano (Firenze, n. 1895 - Riccione, † 1972)

## Chirurghi(1)
- Giorgio Regnoli, chirurgo italiano (Forlì, n. 1797 - Pisa, † 1859)

## Chitarristi(4)
- Giorgio Benacchio, chitarrista italiano (Genova, n. 1941)
- Giorgio Cocilovo, chitarrista, arrangiatore e compositore italiano (Milano, n. 1956 - Cusago, † 2025)
- Giorgio Cordini, chitarrista e compositore italiano (Venezia, n. 1950)
- Giorgio Logiri, chitarrista, compositore e arrangiatore italiano (Milano, n. 1946)

## Ciclisti su strada(6)
- Giorgio Albani, ciclista su strada e dirigente sportivo italiano (Monza, n. 1929 - Monza, † 2015)
- Giorgio Brambilla, ex ciclista su strada italiano (Lecco, n. 1988)
- Giorgio Favaro, ciclista su strada italiano (San Giorgio in Bosco, n. 1944 - Mornago, † 2002)
- Giorgio Morbiato, ex ciclista su strada e pistard italiano (Padova, n. 1948)
- Giorgio Tinazzi, ciclista su strada italiano (Verona, n. 1936 - Verona, † 1982)
- Giorgio Zancanaro, ex ciclista su strada italiano (Alessandria, n. 1940)

## Clarinettisti(1)
- Giorgio Berrugi, clarinettista italiano (Pisa, n. 1977)

## Clavicembalisti(1)
- Giorgio Tabacco, clavicembalista italiano (Cuneo, n. 1955)

## Collezionisti d'arte(1)
- Giorgio Franchetti, collezionista d'arte italiano (Torino, n. 1865 - Venezia, † 1922)

## Comici(3)
- Giorgio Bracardi, comico, cabarettista e attore italiano (Roma, n. 1933)
- Giorgio Montanini, comico e attore italiano (Fermo, n. 1977)
- Giorgio Panariello, comico, cabarettista e imitatore italiano (Firenze, n. 1960)

## Compositori(9)
- Giorgio Battistelli, compositore italiano (Albano Laziale, n. 1953)
- Giorgio Colombo Taccani, compositore italiano (Milano, n. 1961)
- Giorgio Fabor, compositore e direttore d'orchestra italiano (Milano, n. 1920 - † 2011)
- Giorgio Ferrari, compositore italiano (Genova, n. 1925 - † 2010)
- MinusAndPlus, compositore, produttore discografico e musicista italiano (Cuneo, n. 1980)
- Giorgio Gentili, compositore e violinista italiano (Venezia, n. 1669 - Venezia, † 1737)
- Giorgio Federico Ghedini, compositore italiano (Cuneo, n. 1892 - Genova, † 1965)
- Giorgio Giampà, compositore, musicista e produttore cinematografico italiano (Roma, n. 1982)
- Giorgio Tucci, compositore e pianista italiano

## Compositori di scacchi(2)
- Giorgio Guidelli, compositore di scacchi italiano (Serravalle d'Asti, n. 1897 - † 1924)
- Giorgio Mirri, compositore di scacchi italiano (Imola, n. 1917 - Imola, † 2007)

## Condottieri(4)
- Giorgio Arianiti, condottiero e patriota albanese (n. 1383 - † 1462)
- Giorgio Del Zoppo, condottiero italiano (Bergamo, n. 1285 - Bergamo, † 1342)
- Giorgio Lodron, condottiero italiano (Lodrone, n. 1400 - † 1461)
- Giorgio Visconti Aicardi, condottiero italiano († 1457)

## Conduttori radiofonici(2)
- Giorgio Gherarducci, conduttore radiofonico italiano (Milano, n. 1963)
- Giorgio Lauro, conduttore radiofonico e ex cestista italiano (Milano, n. 1968)

## Contrabbassisti(2)
- Giorgio Azzolini, contrabbassista e compositore italiano (La Spezia, n. 1928 - Milano, † 2024)
- Giorgio Buratti, contrabbassista italiano (Milano, n. 1935 - † 2022)

## Critici d'arte(3)
- Giorgio Cortenova, critico d'arte e storico dell'arte italiano (Como, n. 1944 - Arco, † 2013)
- Giorgio Kaisserlian, critico d'arte e gallerista italiano († 1969)
- Giorgio Seveso, critico d'arte e giornalista italiano (Sanremo, n. 1944)

## Critici letterari(6)
- Giorgio Barberi Squarotti, critico letterario, poeta e italianista italiano (Torino, n. 1929 - Torino, † 2017)
- Giorgio De Rienzo, critico letterario, scrittore e linguista italiano (Torino, n. 1942 - Torino, † 2011)
- Giorgio Luti, critico letterario italiano (Firenze, n. 1926 - Firenze, † 2008)
- Giorgio Melchiori, critico letterario, traduttore e saggista italiano (Roma, n. 1920 - Fregene, † 2009)
- Giorgio Patrizi, critico letterario e storico della letteratura italiano (Roma, n. 1949 - Roma, † 2023)
- Giorgio Petrocchi, critico letterario italiano (Tivoli, n. 1921 - Roma, † 1989)

## Critici musicali(1)
- Giorgio Graziosi, critico musicale italiano (Sansepolcro, n. 1911 - Roma, † 1966)

## Cuochi(1)
- Giorgio Locatelli, cuoco e personaggio televisivo italiano (Vergiate, n. 1963)

## Danzatori(2)
- Giorgio Mancini, danzatore e coreografo italiano (Atessa, n. 1964)
- Giorgio Rossi, danzatore e coreografo italiano (Tradate, n. 1960)

## Designer(2)
- Giorgio Ansaldi, designer e disegnatore italiano (Mondovì, n. 1844 - † 1922)
- Giorgio Pes, designer italiano (Roma, n. 1931 - Roma, † 2010)

## Diplomatici(4)
- Giorgio Ducas Filantropeno, diplomatico e funzionario bizantino
- Giorgio Giacomelli, diplomatico italiano (Milano, n. 1930 - Roma, † 2017)
- Giorgio d'Asburgo-Lorena, diplomatico austriaco (Starnberg, n. 1964)
- Giorgio Starace, diplomatico italiano (Viterbo, n. 1959)

## Direttori d'orchestra(1)
- Giorgio Polacco, direttore d'orchestra italiano (Venezia, n. 1875 - New York, † 1960)

## Direttori del doppiaggio(1)
- Giorgio Bassanelli Bisbal, direttore del doppiaggio e dialoghista italiano (Roma, n. 1977)

## Direttori della fotografia(1)
- Giorgio Maggi, direttore della fotografia italiano

## Direttori di coro(3)
- Giorgio Kirschner, direttore di coro e pianista italiano (Trieste, n. 1923 - Roma, † 2002)
- Giorgio Susana, direttore di coro, pianista e compositore italiano (Vittorio Veneto, n. 1975)
- Giorgio Vacchi, direttore di coro e etnomusicologo italiano (Bologna, n. 1932 - Bologna, † 2008)

## Dirigenti d'azienda(8)
- Giorgio Carta, manager italiano (Iglesias, n. 1914 - Roma, † 2000)
- Giorgio Furlani, dirigente d'azienda e dirigente sportivo italiano (Milano, n. 1979)
- Giorgio Jannone, dirigente d'azienda, politico e banchiere italiano (Bergamo, n. 1964)
- Giorgio Santambrogio, dirigente d'azienda italiano (Milano, n. 1965)
- Giorgio Sorial, dirigente d'azienda, politico e dirigente pubblico italiano (Brescia, n. 1983)
- Giorgio Tranzocchi, dirigente d'azienda italiano (Roma, n. 1922 - Milano, † 1988)
- Giorgio Valerio, dirigente d'azienda italiano (Milano, n. 1904 - Milano, † 1979)
- Giorgio Zappa, dirigente d'azienda e dirigente pubblico italiano (Casatenovo, n. 1945 - † 2025)

## Dirigenti pubblici(1)
- Giorgio Gallesio, dirigente pubblico e botanico italiano (Finalborgo, n. 1772 - Firenze, † 1839)

## Dirigenti sportivi(11)
- Giorgio Ajazzone, dirigente sportivo italiano (Genova, n. 1954 - Savona, † 2025)
- Giorgio d'Arpino, dirigente sportivo italiano (Roma, n. 1945 - Roma, † 2017)
- Giorgio Bartolini, dirigente sportivo e ex calciatore italiano (Parma, n. 1936)
- Giorgio Carpi, dirigente sportivo, allenatore di calcio e calciatore italiano (Verona, n. 1909 - Roma, † 1998)
- Giorgio Chiellini, dirigente sportivo e ex calciatore italiano (Pisa, n. 1984)
- Giorgio De Bettin, dirigente sportivo, allenatore di hockey su ghiaccio e ex hockeista su ghiaccio italiano (Pieve di Cadore, n. 1972)
- Giorgio Furlan, dirigente sportivo, ex ciclista su strada e pistard italiano (Treviso, n. 1966)
- Giorgio Marchetti, dirigente sportivo italiano (Luino, n. 1960)
- Giorgio Perinetti, dirigente sportivo italiano (Roma, n. 1951)
- Giorgio Repetto, dirigente sportivo, allenatore di calcio e ex calciatore italiano (Lavagna, n. 1952)
- Giorgio Venturin, dirigente sportivo, allenatore di calcio e ex calciatore italiano (Bollate, n. 1968)

## Disc jockey(1)
- Giorgio Prezioso, disc jockey e produttore discografico italiano (Roma, n. 1971)

## Discoboli(1)
- Giorgio Oberweger, discobolo e militare italiano (Trieste, n. 1913 - Roma, † 1998)

## Disegnatori(2)
- Giorgio Forattini, disegnatore, vignettista e giornalista italiano (Roma, n. 1931)
- Giorgio Rebuffi, disegnatore e fumettista italiano (Milano, n. 1928 - Milano, † 2014)

## Divulgatori scientifici(1)
- Giorgio Brumat, divulgatore scientifico italiano (Valvasone, n. 1929 - Bergamo, † 2001)

## Dogi(1)
- Giorgio Adorno, doge (Genova, n. 1350 - † 1430)

## Doppiatori(2)
- Giorgio Bonino, doppiatore e direttore del doppiaggio italiano (Torino, n. 1957)
- Giorgio Locuratolo, doppiatore, attore e direttore del doppiaggio italiano (Torino, n. 1954)

## Drammaturghi(2)
- Giorgio Bolza, commediografo, poeta e paroliere italiano (Chiasso, n. 1880 - Milano, † 1945)
- Giorgio Serafini Prosperi, drammaturgo, regista teatrale e attore teatrale italiano (Roma, n. 1968)

## Economisti(8)
- Giorgio Alleva, economista e statistico italiano (Roma, n. 1955)
- Giorgio Clarotti, economista italiano (Roma, n. 1903 - Roma, † 1961)
- Giorgio Fuà, economista italiano (Ancona, n. 1919 - Ancona, † 2000)
- Giorgio Gagliani, economista italiano (Roma, n. 1943 - Zurigo, † 2004)
- Giorgio Gattei, economista italiano (Bentivoglio, n. 1944)
- Giorgio Lunghini, economista italiano (Ferrara, n. 1938 - Milano, † 2018)
- Giorgio Mortara, economista e statistico italiano (Mantova, n. 1885 - Rio de Janeiro, † 1967)
- Giorgio Rodano, economista italiano (Roma, n. 1946)

## Editori(7)
- Giorgio Angelieri, editore e tipografo italiano (forse Venezia)
- Giorgio Cavedon, editore, fumettista e sceneggiatore italiano (Brescia, n. 1930 - † 2001)
- Giorgio Devoto, editore italiano (Genova, n. 1941)
- Giorgio Marescotti, editore e tipografo italiano (Regno di Francia - Firenze, † 1602)
- Giorgio Mondadori, editore e dirigente sportivo italiano (Ostiglia, n. 1917 - Figline Valdarno, † 2009)
- Giorgio Rusconi, editore e tipografo italiano (Milano - Venezia, † 1522)
- Giorgio Sisini, editore e ingegnere italiano (Sorso, n. 1901 - Milano, † 1972)

## Enigmisti(1)
- Giorgio Dendi, enigmista, divulgatore scientifico e blogger italiano (Trieste, n. 1958)

## Entomologi(2)
- Giorgio Celli, entomologo, etologo e politico italiano (Verona, n. 1935 - Bologna, † 2011)
- Giorgio Jan, entomologo, zoologo e botanico italiano (Vienna, n. 1791 - Milano, † 1866)

## Esperantisti(1)
- Giorgio Canuto, esperantista italiano (Torino, n. 1897 - Torino, † 1960)

## Etnomusicologi(1)
- Giorgio Nataletti, etnomusicologo italiano (Roma, n. 1907 - 16 luglio, † 1972)

## Fantini(1)
- Giorgio Terni, fantino italiano (Cinigiano, n. 1932 - Siena, † 2000)

## Filantropi(1)
- Giorgio Carbone, filantropo italiano (Seborga, n. 1936 - Seborga, † 2009)

## Filologi(7)
- Giorgio Brugnoli, filologo italiano (Caserta, n. 1924 - Roma, † 2003)
- Giorgio Fulco, filologo italiano (Salò, n. 1940 - Napoli, † 2000)
- Giorgio Inglese, filologo e storico della letteratura italiano (Roma, n. 1956)
- Giorgio Merula, filologo, storico e umanista italiano (Alessandria, n. 1430 - Milano, † 1494)
- Giorgio Padoan, filologo e critico letterario italiano (Venezia, n. 1933 - Venezia, † 1999)
- Giorgio Pasquali, filologo classico e grammatico italiano (Roma, n. 1885 - Belluno, † 1952)
- Giorgio Zoras, filologo e bizantinista greco (Pyrgos, n. 1908 - Atene, † 1982)

## Filosofi(8)
- Giorgio Agamben, filosofo italiano (Roma, n. 1942)
- Giorgio Colli, filosofo, storico della filosofia e traduttore italiano (Torino, n. 1917 - San Domenico di Fiesole, † 1979)
- Giorgio Del Vecchio, filosofo e giurista italiano (Bologna, n. 1878 - Genova, † 1970)
- Giorgio Fano, filosofo italiano (Trieste, n. 1885 - Siena, † 1963)
- Giorgio Gemisto Pletone, filosofo bizantino (Costantinopoli - Mistra, † 1452)
- Giorgio Politeo, filosofo e educatore italiano (Spalato, n. 1827 - Venezia, † 1913)
- Giorgio Raguseo, filosofo, teologo e oratore italiano (Ragusa, n. 1580 - Padova, † 1622)
- Giorgio di Trebisonda, filosofo e umanista bizantino (Candia, n. 1395 - Roma)

## Fisici(6)
- Giorgio Bellettini, fisico italiano (Bologna, n. 1934)
- Giorgio Careri, fisico italiano (Roma, n. 1922 - Roma, † 2008)
- Giorgio De Santillana, fisico, storico della scienza e storico della filosofia italiano (Roma, n. 1902 - Beverly, † 1974)
- Giorgio Fiocco, fisico italiano (Roma, n. 1931 - Roma, † 2012)
- Giorgio Parisi, fisico italiano (Roma, n. 1948)
- Giorgio Salvini, fisico e politico italiano (Milano, n. 1920 - Roma, † 2015)

## Flautisti(1)
- Giorgio Zagnoni, flautista italiano (Castel di Casio, n. 1947)

## Fondisti(2)
- Giorgio Di Centa, ex fondista italiano (Tolmezzo, n. 1972)
- Giorgio Vanzetta, ex fondista italiano (Cavalese, n. 1959)

## Fotografi(2)
- Giorgio Casali, fotografo italiano (Lodi, n. 1913 - Milano, † 1995)
- Giorgio Sommer, fotografo tedesco (Francoforte sul Meno, n. 1834 - Napoli, † 1914)

## Fotoreporter(1)
- Giorgio Lotti, fotoreporter italiano (Milano, n. 1937)

## Fumettisti(12)
- Giorgio Bellavitis, fumettista italiano (Venezia, n. 1926 - † 2009)
- Giorgio Bordini, fumettista italiano (Pordenone, n. 1927 - Pordenone, † 1999)
- Giorgio Cambiotti, fumettista italiano (Roma, n. 1931 - Roma, † 2000)
- Giorgio Carpinteri, fumettista e illustratore italiano (Bologna, n. 1958)
- Giorgio Cavazzano, fumettista italiano (Venezia, n. 1947)
- Giorgio Figus, fumettista italiano (Torino, n. 1958)
- Giorgio Montorio, fumettista italiano (Viadana, n. 1940)
- Giorgio Pedrazzi, fumettista italiano (Torino, n. 1935 - Monte Compatri, † 2018)
- Giorgio Pezzin, fumettista italiano (Venezia, n. 1949)
- Giorgio Scudellari, fumettista e animatore italiano (Santiago del Cile, n. 1908 - San Paolo, † 1966)
- Giorgio Sommacal, fumettista italiano (Carmagnola, n. 1961)
- Giorgio Trevisan, fumettista, pittore e illustratore italiano (Merano, n. 1934 - Monselice, † 2024)

## Funzionari(4)
- Giorgio Anselmi, funzionario e politico italiano (Valperga, n. 1873 - Valperga, † 1961)
- Giorgio Galesiota, funzionario bizantino († 1357)
- Giorgio Muzalon, funzionario bizantino (Nicea, † 1258)
- Giorgio Tino, funzionario italiano (Avellino, n. 1947)

## Galleristi(1)
- Giorgio Marconi, gallerista italiano (Milano, n. 1930 - Milano, † 2024)

## Generali(20)
- Giorgio Ansaldi, generale italiano (Mondovì, n. 1795 - Balaklava, † 1855)
- Giorgio Basta, generale e mercenario italiano (Rocca, n. 1544 - Praga, † 1607)
- Giorgio Bertolaso, generale e aviatore italiano (Orgiano, n. 1918 - Roma, † 2009)
- Giorgio Bompiani, generale, dirigente sportivo e scrittore italiano (Veroli, n. 1854 - Verona, † 1934)
- Giorgio Cancellieri, generale e magistrato italiano (Pieve Torina, n. 1936)
- Giorgio Cigliana, generale italiano (Castellamonte, n. 1857 - Firenze, † 1919)
- Giorgio Donati, generale italiano (Moncalieri, n. 1924 - Verona, † 2020)
- Giorgio Federico di Waldeck, generale tedesco (Arolsen, n. 1620 - Arolsen, † 1692)
- Giorgio di Assia-Darmstadt, generale tedesco (Darmstadt, n. 1669 - Barcellona, † 1705)
- Giorgio Liuzzi, generale italiano (Vercelli, n. 1895 - Milano, † 1983)
- Giorgio Maniace, generale bizantino (Macedonia, n. 998 - Tessalonica, † 1043)
- Giorgio Paleologo, generale e militare bizantino († 1110)
- Giorgio Piccirillo, generale e prefetto italiano (Castellammare di Stabia, n. 1947)
- Giorgio Rabbeno, generale italiano (Mantova, n. 1882 - Roma, † 1967)
- Scanderbeg, generale e politico albanese (Sinë, n. 1405 - Alessio, † 1468)
- Giorgio Sfranze, generale e storico bizantino (Costantinopoli, n. 1401 - Corfù, † 1477)
- Giorgio Tesser, generale italiano (Conegliano, n. 1950)
- Giorgio Toschi, generale italiano (Chieti, n. 1954)
- Giorgio Zani, generale, fotografo e dirigente pubblico sammarinese (Reggio Calabria, n. 1918 - San Marino, † 2013)
- Giorgio Giovanni Zuccato, generale italiano (Parenzo, n. 1761 - Gogoșu, † 1810)

## Geografi(3)
- Giorgio Ciprio, geografo bizantino (Lapithos)
- Giorgio Roletto, geografo italiano (Bobbio Pellice, n. 1885 - Trieste, † 1967)
- Giorgio Valussi, geografo italiano (Trieste, n. 1930 - Trieste, † 1990)

## Geologi(2)
- Giorgio Dal Piaz, geologo e paleontologo italiano (Feltre, n. 1872 - Padova, † 1962)
- Giorgio Vittorio Dal Piaz, geologo italiano (Torino, n. 1935)

## Germanisti(1)
- Giorgio Cusatelli, germanista, traduttore e curatore editoriale italiano (Parma, n. 1930 - Parma, † 2007)

## Ginecologi(1)
- Giorgio Pardi, ginecologo italiano (Pavia, n. 1940 - Venezia, † 2007)

## Ginnasti(1)
- Giorgio Zampori, ginnasta italiano (Milano, n. 1887 - Breno, † 1965)

## Giocatori di baseball(1)
- Giorgio Castelli, ex giocatore di baseball italiano (Parma, n. 1951)

## Giocatori di biliardo(1)
- Giorgio Colombo, giocatore di biliardo italiano (Rho, n. 1949)

## Giocatori di bridge(2)
- Giorgio Belladonna, giocatore di bridge italiano (Roma, n. 1923 - Roma, † 1995)
- Giorgio Duboin, giocatore di bridge italiano (Genova, n. 1959)

## Giocatori di curling(1)
- Giorgio Da Rin, giocatore di curling italiano (Pieve di Cadore, n. 1988)

## Giocatori di football americano(2)
- Giorgio Longhi, ex giocatore di football americano e allenatore di football americano italiano (n. 1959)
- Giorgio Tavecchio, ex giocatore di football americano e allenatore di football americano italiano (Milano, n. 1990)

## Giornalisti(42)
- Giorgio Achermann, giornalista e ambientalista svizzero (Lucerna, n. 1907 - Erba, † 1995)
- Sergio Banali, giornalista italiano (Goito, n. 1930 - Varese, † 2015)
- Giorgio Bellani, giornalista e telecronista sportivo italiano (Milano, n. 1923 - Milano, † 1969)
- Giorgio Boatti, giornalista, scrittore e storico italiano (Zinasco, n. 1948)
- Giorgio Bontempi, giornalista, sceneggiatore e regista italiano (Como, n. 1926)
- Giorgio Bubba, giornalista e telecronista sportivo italiano (La Spezia, n. 1936 - Genova, † 2018)
- Giorgio Calcagno, giornalista, critico letterario e scrittore italiano (Almese, n. 1929 - San Benedetto del Tronto, † 2004)
- Giorgio Cardetti, giornalista e politico italiano (Povegliano Veronese, n. 1943 - Torino, † 2008)
- Giorgio Cingoli, giornalista italiano (Alessandria, n. 1926 - Roma, † 2005)
- Giorgio Comaschi, giornalista, conduttore televisivo e attore italiano (Bologna, n. 1954)
- Giorgio Dell'Arti, giornalista, scrittore e conduttore radiofonico italiano (Catania, n. 1945)
- Giorgio Fattori, giornalista e scrittore italiano (Roma, n. 1924 - Milano, † 2007)
- Giorgio Fornoni, giornalista italiano (Ardesio, n. 1946)
- Giorgio Gandola, giornalista italiano (Como, n. 1958)
- Giorgio Giannelli, giornalista, scrittore e politico italiano (Forte dei Marmi, n. 1926 - Forte dei Marmi, † 2025)
- Giorgio Giorgerini, giornalista, scrittore e storico italiano (Castelnuovo di Garfagnana, n. 1931 - Milano, † 2020)
- Giorgio Gori, giornalista, produttore televisivo e politico italiano (Bergamo, n. 1960)
- Giorgio Gualerzi, giornalista, critico musicale e saggista italiano (Torino, n. 1930 - Torino, † 2016)
- Giorgio Lago, giornalista italiano (Vazzola, n. 1937 - Castelfranco Veneto, † 2005)
- Giorgio Libri-Bagnano, giornalista italiano (Firenze, n. 1780 - Amsterdam, † 1836)
- Giorgio Locchi, giornalista e saggista italiano (Roma, n. 1923 - Parigi, † 1992)
- Giorgio Manzini, giornalista e scrittore italiano (Mantova, n. 1930 - † 1991)
- Giorgio Martino, giornalista e telecronista sportivo italiano (Roma, n. 1942)
- Giorgio Medail, giornalista, conduttore televisivo e conduttore radiofonico italiano (Dolo, n. 1945 - Milano, † 2011)
- Giorgio Micheletti, giornalista, conduttore televisivo e telecronista sportivo italiano (Pisa, n. 1956)
- Giorgio Montini, giornalista e politico italiano (Concesio, n. 1860 - Concesio, † 1943)
- Giorgio Nelson Page, giornalista e scrittore statunitense (Roma, n. 1906 - Zurigo, † 1982)
- Giorgio Piola, giornalista e commentatore televisivo italiano (Santa Margherita Ligure, n. 1948)
- Giorgio Pisanò, giornalista, saggista e politico italiano (Ferrara, n. 1924 - Milano, † 1997)
- Giorgio Porrà, giornalista e conduttore televisivo italiano (Cagliari, n. 1960)
- Giorgio Rosato, giornalista e scrittore italiano (Sant'Eusanio del Sangro, n. 1952)
- Giorgio Sbrocco, giornalista, rugbista a 15 e allenatore di rugby a 15 italiano (Treviso, n. 1953 - Padova, † 2018)
- Giorgio Sturlese Tosi, giornalista e saggista italiano (Padova, n. 1970)
- Giorgio Terruzzi, giornalista e scrittore italiano (Milano, n. 1958)
- Giorgio Tinazzi, giornalista, critico cinematografico e storico del cinema italiano (Padova, n. 1939)
- Giorgio Tonini, giornalista e politico italiano (Roma, n. 1959)
- Giorgio Torelli, giornalista e scrittore italiano (Parma, n. 1928 - Milano, † 2023)
- Giorgio Tosatti, giornalista e opinionista italiano (Genova, n. 1937 - Pavia, † 2007)
- Giorgio Vecchiato, giornalista e scrittore italiano (Venezia, n. 1925 - Roma, † 2015)
- Giorgio Vecchietti, giornalista e conduttore televisivo italiano (Bologna, n. 1907 - Roma, † 1975)
- Giorgio Zampa, giornalista e germanista italiano (San Severino Marche, n. 1921 - San Severino Marche, † 2008)
- Giorgio Zanchini, giornalista, conduttore radiofonico e conduttore televisivo italiano (Roma, n. 1967)

## Giuristi(13)
- Giorgio Arcoleo, giurista e politico italiano (Caltagirone, n. 1848 - Napoli, † 1914)
- Giorgio Balladore Pallieri, giurista e magistrato italiano (Acqui Terme, n. 1905 - Gravedona, † 1980)
- Giorgio Bernini, giurista e politico italiano (Bologna, n. 1928 - Bologna, † 2020)
- Giorgio Cansacchi, giurista italiano (Pinerolo, n. 1905 - Torino, † 1987)
- Giorgio Cian, giurista italiano (Treviso, n. 1935 - Padova, † 2022)
- Giorgio Gaja, giurista italiano (Lucerna, n. 1939)
- Giorgio Giorgi, giurista e politico italiano (Firenze, n. 1836 - Roma, † 1915)
- Giorgio Luraschi, giurista italiano (Genova, n. 1942 - Como, † 2011)
- Giorgio Marinucci, giurista italiano (L'Aquila, n. 1934 - Roma, † 2013)
- Giorgio Natta, giurista italiano (Asti - Casale, † 1495)
- Giorgio Oppo, giurista italiano (Roma, n. 1916 - Roma, † 2008)
- Giorgio Orsoni, giurista e politico italiano (Venezia, n. 1946)
- Giorgio Vincenzo Pigliacelli, giurista e politico italiano (Tossicia, n. 1751 - Napoli, † 1799)

## Glottologi(3)
- Giorgio Raimondo Cardona, glottologo, linguista e traduttore italiano (Roma, n. 1943 - Roma, † 1988)
- Giorgio Graffi, glottologo e linguista italiano (Bologna, n. 1949)
- Giorgio Piccitto, glottologo e lessicografo italiano (Ragusa, n. 1916 - Catania, † 1972)

## Grammatici(1)
- Giorgio Cherobosco, grammatico bizantino

## Illustratori(3)
- Giorgio De Gaspari, illustratore, fumettista e pittore italiano (Milano, n. 1927 - Venezia, † 2012)
- Giorgio Finamore, illustratore e grafico italiano (Venezia, n. 1975)
- Giorgio Muggiani, illustratore, grafico e dirigente sportivo italiano (Milano, n. 1887 - Lenno, † 1938)

## Imperatori(1)
- Giorgio di Trebisonda, imperatore

## Imprenditori(23)
- Giorgio Agnelli, imprenditore italiano (Torino, n. 1929 - Prangins, † 1965)
- Giorgio Aiazzone, imprenditore e personaggio televisivo italiano (Tollegno, n. 1947 - Sartirana Lomellina, † 1986)
- Giorgio Ascarelli, imprenditore e dirigente sportivo italiano (Napoli, n. 1894 - Napoli, † 1930)
- Giorgio Asproni, imprenditore e ingegnere italiano (Bitti, n. 1841 - Iglesias, † 1936)
- Giorgio Cini, imprenditore italiano (Roma, n. 1918 - Cannes, † 1949)
- Giorgio Conca, imprenditore e politico italiano (Cremona, n. 1946)
- Giorgio Coraluppi, imprenditore e inventore statunitense (L'Aquila, n. 1934 - Pittsburgh, † 2022)
- Giorgio Corbelli, imprenditore e dirigente sportivo italiano (Santarcangelo di Romagna, n. 1955)
- Giorgio Enrico Falck, imprenditore e politico italiano (Dongo, n. 1866 - Sanremo, † 1947)
- Giorgio Falck, imprenditore, ingegnere e velista italiano (Milano, n. 1938 - Milano, † 2004)
- Giorgio Fini, imprenditore italiano (Modena, n. 1925 - Roma, † 1995)
- Giorgio Fossa, imprenditore italiano (Gallarate, n. 1954)
- Giorgio Giusti, imprenditore, pilota automobilistico e pittore italiano (Bologna, n. 1913 - Torino, † 1992)
- Giorgio Gomelsky, imprenditore, produttore discografico e compositore georgiano (Tbilisi, n. 1934 - New York, † 2016)
- Giorgio Guglielmi, imprenditore, politico e dirigente sportivo italiano (Civitavecchia, n. 1879 - Roma, † 1945)
- Giorgio Hülss, imprenditore e dirigente sportivo italiano
- Giorgio Lungarotti, imprenditore italiano (Torgiano, n. 1910 - Perugia, † 1999)
- Giorgio Mendella, imprenditore italiano (Monza, n. 1953)
- Giorgio Panto, imprenditore e politico italiano (Meolo, n. 1941 - Crevan, † 2006)
- Giorgio Pinchiorri, imprenditore e enologo italiano (Pavullo nel Frignano, n. 1943)
- Giorgio Seragnoli, imprenditore italiano (Bologna, n. 1955)
- Giorgio Squinzi, imprenditore, chimico e dirigente sportivo italiano (Cisano Bergamasco, n. 1943 - Milano, † 2019)
- Giorgio Taddei, imprenditore italiano (Terni, n. 1926 - Terni, † 2004)

## Impresari teatrali(1)
- Giorgio Guazzotti, impresario teatrale e critico teatrale italiano (Alessandria, n. 1928 - Como, † 2002)

## Incisori(4)
- Giorgio Ciani, incisore italiano (Domegge, n. 1812 - Conegliano, † 1877)
- Giorgio Cigna, incisore, scultore e pittore italiano (Biella, n. 1939 - Biella, † 2005)
- Giorgio Ghisi, incisore italiano (Mantova, n. 1520 - † 1582)
- Giorgio Upiglio, incisore italiano (Milano, n. 1932 - Milano, † 2013)

## Indologi(1)
- Giorgio Renato Franci, indologo, filosofo e linguista italiano (Ferrara, n. 1933 - Pianoro, † 2012)

## Informatici(1)
- Giorgio Rutigliano, informatico italiano (Potenza, n. 1958)

## Ingegneri(22)
- Giorgio Amati, ingegnere italiano (Frascati, n. 1920 - Treviso, † 1977)
- Giorgio Ascanelli, ingegnere italiano (Ferrara, n. 1959)
- Giorgio Barzilai, ingegnere italiano (Roma, n. 1911 - Roma, † 1987)
- Giorgio Bidone, ingegnere e matematico italiano (Casalnoceto, n. 1781 - Torino, † 1839)
- Giorgio Ceragioli, ingegnere italiano (Torino, n. 1930 - Torino, † 2008)
- Giorgio Alessandro Conighi, ingegnere e vigile del fuoco italiano (Fiume, n. 1892 - Trento, † 1977)
- Giorgio Dardanelli, ingegnere italiano (Mondovì, n. 1909 - Torino, † 1978)
- Giorgio Ferrari, ingegnere italiano (Reggio Emilia, n. 1929 - Reggio Emilia, † 2024)
- Giorgio Gandini, ingegnere e architetto italiano (Ferrara, n. 1893 - Ferrara, † 1963)
- Giorgio Garuzzo, ingegnere, dirigente d'azienda e imprenditore italiano (Paesana, n. 1938)
- Giorgio Gregorj, ingegnere e politico italiano (n. 1885 - † 1976)
- Giorgio Macchi, ingegnere italiano (Milano, n. 1930 - Milano, † 2023)
- Giorgio Metta, ingegnere italiano (Cagliari, n. 1970)
- Giorgio Olcese, ingegnere, architetto e urbanista italiano (Genova, n. 1926)
- Giorgio Perrotta, ingegnere italiano (Roma, n. 1940 - Roma, † 2013)
- Giorgio Rimini, ingegnere, imprenditore e dirigente sportivo italiano (Palermo, n. 1889 - Milano, † 1954)
- Giorgio Rosa, ingegnere italiano (Bologna, n. 1925 - Bologna, † 2017)
- Giorgio Saccoccia, ingegnere e manager italiano (Belluno, n. 1963)
- Giorgio Sacerdoti, ingegnere e informatico italiano (Trieste, n. 1925 - Milano, † 2005)
- Giorgio Spezia, ingegnere e mineralogista italiano (Piedimulera, n. 1842 - † 1911)
- Giorgio Stirano, ingegnere italiano (Torino, n. 1950)
- Giorgio Zaninovich, ingegnere e architetto italiano (Spalato, n. 1876 - Buenos Aires, † 1946)

## Insegnanti(1)
- Giorgio Lampugnano, docente italiano (Pavia - † 1449)

## Judoka(1)
- Giorgio Vismara, ex judoka italiano (Milano, n. 1965)

## Karateka(1)
- Giorgio Carcangiu, karateka e maestro di karate italiano (Serramanna, n. 1960)

## Kickboxer(1)
- Giorgio Perreca, kickboxer italiano (Recale, n. 1963)

## Latinisti(1)
- Giorgio Bernardi Perini, latinista, filologo classico e traduttore italiano (Marcaria, n. 1929 - Mantova, † 2017)

## Lessicografi(1)
- Giorgio Colussi, lessicografo italiano (Gorizia, n. 1933 - † 2006)

## Letterati(1)
- Giorgio Amiroutzes, letterato bizantino (Trebisonda, n. 1400 - Costantinopoli, † 1470)

## Maestri di scherma(1)
- Giorgio Scarso, maestro di scherma e dirigente sportivo italiano (Modica, n. 1946)

## Mafiosi(2)
- Giorgio De Stefano, mafioso italiano (Reggio Calabria, n. 1941 - Santo Stefano in Aspromonte, † 1977)
- Giorgio Paradisi, mafioso italiano (Roma, n. 1948 - Napoli, † 2006)

## Magistrati(6)
- Giorgio Agosti, magistrato, partigiano e antifascista italiano (Torino, n. 1910 - Torino, † 1992)
- Giorgio Bellono, magistrato e politico italiano (Torino, n. 1809 - Torino, † 1854)
- Giorgio Giovannini, ex magistrato italiano (Roma, n. 1943)
- Giorgio Lattanzi, magistrato italiano (Roma, n. 1939)
- Giorgio Masi, magistrato e politico italiano (Piana degli Albanesi, n. 1836 - Palermo, † 1915)
- Giorgio Santacroce, magistrato italiano (La Spezia, n. 1941 - Roma, † 2017)

## Maratoneti(1)
- Giorgio Jegher, maratoneta italiano (Roma, n. 1937 - Lugano, † 1997)

## Marciatori(2)
- Giorgio Damilano, ex marciatore italiano (Scarnafigi, n. 1957)
- Giorgio Rubino, ex marciatore italiano (Roma, n. 1986)

## Martellisti(1)
- Giorgio Olivieri, martellista italiano (Fermo, n. 2000)

## Matematici(5)
- Giorgio Tomaso Bagni, matematico italiano (Milano, n. 1958 - Treviso, † 2009)
- Giorgio Ferrarese, matematico italiano (n. 1933)
- Giorgio Lapazaya, matematico e presbitero italiano (Monopoli, n. 1495 - † 1570)
- Giorgio Letta, matematico italiano (Avezzano, n. 1936)
- Giorgio Szegö, matematico e funzionario italiano (Como, n. 1934 - Milano, † 2020)

## Medici(12)
- Giorgio Antonucci, medico e psicoterapeuta italiano (Lucca, n. 1933 - Firenze, † 2017)
- Giorgio Calabrese, medico e nutrizionista italiano (Rosolini, n. 1951)
- Giorgio Castagna Giannone, medico italiano (Modica, n. 1737 - Palermo, † 1811)
- Giorgio Cattaneo, medico italiano (Napoli)
- Giorgio Alberto Chiurco, medico e patologo italiano (Rovigno d'Istria, n. 1895 - Brescia, † 1975)
- Giorgio Cosmacini, medico e filosofo italiano (Milano, n. 1931)
- Giorgio Ferreri, medico, docente e politico italiano (Roma, n. 1893 - Roma, † 1961)
- Giorgio Odaglia, medico e pallanuotista italiano (Rapallo, n. 1929 - Rapallo, † 2018)
- Giorgio Rattone, medico e politico italiano (Moncalieri, n. 1857 - Parma, † 1929)
- Giorgio Sinigaglia, medico e chirurgo italiano (Bozzolo, n. 1886 - Casale Monferrato, † 1970)
- Giorgio Tron, medico italiano (Villar Pellice, n. 1884 - Roma, † 1963)
- Giorgio Zamboni, medico e filosofo italiano (n. 1943 - Governolo, † 2011)

## Mercanti(1)
- Giorgio Clerici, mercante, banchiere e nobile italiano (Copreno, n. 1575 - Milano, † 1665)

## Mercenari(1)
- Giorgio di Pietrapiana, mercenario e militare austriaco († 1530)

## Mezzofondisti(1)
- Giorgio Rondelli, ex mezzofondista e allenatore di atletica leggera italiano (Milano, n. 1946)

## Militari(36)
- Giorgio Bardanzellu, ufficiale, avvocato e politico italiano (Luras, n. 1888 - Roma, † 1974)
- Giorgio Cobolli, militare italiano (Capodistria, n. 1913 - Roma, † 1993)
- Giorgio Compiani, militare e aviatore italiano (Parma, n. 1915 - Cielo del Mediterraneo, † 1942)
- Giorgio Emo di Capodilista, militare e politico italiano (Padova, n. 1864 - Padova, † 1940)
- Giorgio Franceschi, militare e aviatore italiano (Roma, n. 1911 - fronte di Talavera, † 1936)
- Giorgio Frattini, militare e aviatore italiano (Guastalla, n. 1910 - fronte di Alcublas, † 1938)
- Giorgio Gherlenda, militare e partigiano italiano (Loreggia, n. 1920 - Cesana, † 1944)
- Giorgio Natale Gherlinzoni, militare italiano (Bergantino, n. 1887 - Monte San Gabriele, † 1917)
- Giorgio Giobbe, militare italiano (Bologna, n. 1906 - acque vicino a Malta, † 1941)
- Giorgio Augusto di Meclemburgo-Strelitz, militare e nobile austriaco (Mirow, n. 1748 - Trnava, † 1785)
- Giorgio Giorgis, militare italiano (Roma, n. 1897 - Mar Mediterraneo, † 1941)
- Boris Giuliano, militare italiano (Piazza Armerina, n. 1930 - Palermo, † 1979)
- Giorgio Graffer, ufficiale, aviatore e alpinista italiano (Trento, n. 1912 - Delvinaki, † 1940)
- Giorgio Ludovico di Holstein-Gottorp, militare russo (Amburgo, n. 1719 - Kiel, † 1763)
- Giorgio Lana, militare e architetto italiano (Roma, n. 1824 - Roma, † 1878)
- Giorgio Ottone Levitz, militare, aviatore e partigiano italiano (Trieste, n. 1922 - Rodi, † 1944)
- Giorgio Maccagno, militare italiano (Roma, n. 1913 - Benafer, † 1938)
- Giorgio Maggi, militare italiano (Alessandria, n. 1917 - Bregu Saliut, † 1941)
- Giorgio Mancini, militare e aviatore italiano (Gualdo Tadino, n. 1906 - Mar Jonio, † 1940)
- Giorgio Martucciello, militare e aviatore italiano (Livorno, n. 1918 - Mediterraneo, † 1942)
- Giorgio Marussig, militare italiano (Udine, n. 1907 - Campagna italiana di Grecia, † 1941)
- Giorgio Michetti, ufficiale e aviatore italiano (Francavilla al Mare, n. 1888 - Roma, † 1966)
- Giorgio Moccheggiani, militare e aviatore italiano (Sedico, n. 1917 - Cielo della Marmarica, † 1940)
- Giorgio Modugno, militare e marinaio italiano (Genova, n. 1911 - Mar Mediterraneo, † 1941)
- Giorgio Morigi, militare italiano (Forlì, n. 1889 - † 1972)
- Giorgio Morpurgo, ufficiale italiano (Roma, n. 1892 - Seròs, † 1938)
- Giorgio Adamo Muzzati, militare e scrittore italiano (Pavia di Udine, n. 1931 - Udine, † 2009)
- Giorgio Nobili, militare e politico italiano (Firenze, n. 1863 - Roma, † 1945)
- Giorgio Pazzini, militare italiano (Pontedera, n. 1912 - Gandesa, † 1938)
- Giorgio Pessi, ufficiale e aviatore italiano (Trieste, n. 1891 - Capo Sunio, † 1933)
- Giorgio Pollera, militare italiano (Asmara, n. 1912 - Dorba, † 1936)
- Giorgio Rodocanacchi, militare e marinaio italiano (San Miniato, n. 1897 - Capo Bon, † 1941)
- Fratelli Romani, militare italiano (Torricella Sicura, n. 1884 - Monfenera, † 1917)
- Giorgio Scalia, militare e nuotatore italiano (Roma, n. 1917 - mar Mediterraneo, † 1941)
- Giorgio Scifo, militare italiano (Modica, n. 1925 - Breganze, † 1969)
- Giorgio Zucchelli, militare italiano (Porotto, n. 1908 - Africa Orientale Italiana, † 1937)

## Missionari(1)
- Giorgio Poletti, missionario italiano (Ferrara, n. 1942)

## Monaci cristiani(5)
- Giorgio Dentuti, monaco cristiano e calciatore italiano (Bari, n. 1914 - Bari, † 1990)
- Giorgio il Limniota, monaco cristiano bizantino (Monte Olimpo, † 730)
- Giorgio Maritano, monaco cristiano italiano (Caselette, n. 1882 - Strada per Ponte Forno, † 1944)
- Giorgio Monaco, monaco cristiano e storico bizantino
- Giorgio Siculo, monaco cristiano e teologo italiano (San Pietro Clarenza - Ferrara, † 1551)

## Museologi(1)
- Giorgio Nicodemi, museologo, numismatico e storico dell'arte italiano (Trieste, n. 1891 - Milano, † 1967)

## Musicisti(6)
- Giorgio Costantini, musicista, compositore e pianista italiano (Venezia, n. 1961)
- Giorgio Crinazzi, musicista, tenore e compositore italiano (Arezzo, n. 1750 - Vienna, † 1782)
- Giorgio Filograna, musicista e saggista italiano (Torino, n. 1957)
- Giorgio Mainerio, musicista e compositore italiano (Parma, n. 1535 - Aquileia, † 1582)
- Giorgio Nottoli, musicista e compositore italiano (Cesena, n. 1945)
- Giorgio Ravera, musicista, arrangiatore e produttore discografico italiano (Genova, n. 1971)

## Musicologi(2)
- Giorgio Pestelli, musicologo e critico musicale italiano (Torino, n. 1938)
- Giorgio Sanguinetti, musicologo italiano

## Naturalisti(2)
- Giorgio Punzo, naturalista, etologo e filosofo italiano (Napoli, n. 1911 - Napoli, † 2005)
- Giorgio Santi, naturalista, chimico e botanico italiano (Montieri, n. 1746 - Pienza, † 1822)

## Neurologi(1)
- Giorgio Pilleri, neurologo italiano (Trieste, n. 1925 - Courgevaux, † 2018)

## Neuroscienziati(1)
- Giorgio Vallortigara, neuroscienziato italiano (Rovereto, n. 1959)

## Nobili(48)
- Giorgio III di Anhalt-Dessau, nobile tedesco (Dessau, n. 1507 - Dessau, † 1553)
- Giorgio III d'Assia-Itter, nobile (Darmstadt, n. 1632 - Hoflauterbach, † 1676)
- Giorgio Carlo Calvi di Bergolo, nobile e generale italiano (Atene, n. 1887 - Roma, † 1977)
- Giorgio Clerici, III marchese di Cavenago, nobile e politico italiano (Milano, n. 1648 - Milano, † 1736)
- Giorgio Del Carretto, nobile italiano (Finale Ligure - Genova, † 1367)
- Giorgio III di Erbach-Breuberg, nobile tedesco (Erbach, n. 1548 - Erbach, † 1605)
- Giorgio IV di Erbach-Fürstenau, nobile tedesco (Hanau, n. 1646 - Tiel, † 1678)
- Giorgio Alberto I di Erbach-Schönberg, nobile tedesco (Erbach, n. 1597 - Erbach, † 1647)
- Jurij I di Galizia, nobile ucraino (n. 1252 - † 1308)
- Giorgio I Ghisi, nobiluomo e politico italiano (Almiro, † 1311)
- Carlo II Ottone del Palatinato-Zweibrücken-Birkenfeld, nobile tedesco (Birkenfeld, n. 1625 - Birkenfeld, † 1671)
- Giorgio Guglielmo di Brunswick-Lüneburg, nobile tedesco (Wulften am Harz, n. 1624 - Wienhausen, † 1705)
- Giorgio Vittorio di Waldeck e Pyrmont, nobile tedesco (Arolsen, n. 1831 - Marienbad, † 1893)
- Giorgio Federico di Brandeburgo-Ansbach, nobile (Ansbach, n. 1539 - Ansbach, † 1603)
- Giorgio Guglielmo di Brandeburgo-Bayreuth, nobile (Bayreuth, n. 1678 - Bayreuth, † 1726)
- Giorgio di Brandeburgo-Ansbach, nobile (Ansbach, n. 1484 - Ansbach, † 1543)
- Giorgio Federico II di Brandeburgo-Ansbach, nobile (Ansbach, n. 1678 - Schmidmühlen, † 1703)
- Giorgio Alberto di Brandeburgo-Kulmbach, nobile tedesco (Bayreuth, n. 1619 - Bayreuth, † 1666)
- Giorgio Alberto di Sassonia-Weissenfels-Barby, nobile (Dessau, n. 1695 - Barby, † 1739)
- Giorgio di Sassonia, nobile tedesco (Meißen, n. 1471 - Dresda, † 1539)
- Giorgio I di Pomerania, nobile tedesco (n. 1493 - Stettino, † 1531)
- Giorgio, duca del Meclemburgo, nobile tedesco (Oranienbaum, n. 1899 - Sigmaringen, † 1963)
- Giorgio di Sassonia-Meiningen, nobile (Kassel, n. 1892 - Čerepovec, † 1946)
- Giorgio Maurizio di Sassonia-Altenburg, nobile (Potsdam, n. 1900 - Rendsburg, † 1991)
- Giorgio Guglielmo del Palatinato-Zweibrücken-Birkenfeld, nobile tedesco (Ansbach, n. 1591 - Birkenfeld, † 1669)
- Giorgio Giovanni I del Palatinato-Veldenz, nobile tedesco (Veldenz, n. 1543 - Lützelstein, † 1592)
- Giorgio Gustavo del Palatinato-Veldenz, nobile tedesco (n. 1564 - † 1634)
- Giorgio II di Pomerania, nobile tedesco (Barth, n. 1582 - Rügenwalde, † 1617)
- Giorgio d'Ungheria, nobile
- Giorgio II Šubić, nobile croato (Clissa, † 1328)
- Giorgio I Šubić, nobile croato († 1302)
- Giorgio I di Württemberg-Mömpelgard, nobile tedesco (Bad Urach, n. 1498 - Kirkel, † 1558)
- Giorgio I di Gran Bretagna, nobile (Hannover, n. 1660 - Osnabrück, † 1727)
- Giorgio II d'Assia-Darmstadt, nobile (Darmstadt, n. 1605 - Darmstadt, † 1661)
- Giorgio Augusto di Nassau-Idstein, nobile tedesco (Idstein, n. 1665 - Biebrich, † 1721)
- Giorgio di Danimarca, nobile (Copenaghen, n. 1653 - Kensington Palace, † 1708)
- Giorgio di Nassau-Dillenburg, nobile tedesco (Dillenburg, n. 1562 - Dillenburg, † 1623)
- Giorgio Giulini, nobile, storico e storiografo italiano (Milano, n. 1714 - Milano, † 1780)
- Giorgio Gonzaga, nobile italiano (n. 1410 - Novellara, † 1487)
- Giorgio Guglielmo di Brandeburgo, nobile (Berlino, n. 1595 - Königsberg, † 1640)
- Giorgio Paleologo Cantacuzeno, nobile bizantino
- Giorgio Solaroli di Briona, nobile, militare e aviatore italiano (Torino, n. 1918 - Salerno, † 1996)
- Giorgio Teodoro Trivulzio, nobile e politico italiano (Milano, n. 1728 - Milano, † 1802)
- Giorgio III di Brieg, nobile polacco (Brzeg, n. 1611 - Brzeg, † 1664)
- Giorgio Augusto di Erbach-Schönberg, nobile tedesco (Waldenburg, n. 1691 - König, † 1758)
- Giorgio, duca di Cambridge, nobile inglese (Hannover, n. 1819 - Piccadilly, † 1904)
- Giorgio Luigi di Nassau-Dillenburg, nobile tedesco (n. 1618 - † 1656)
- Giorgio Federico di Nassau-Siegen, nobile e militare tedesco (Dillenburg, n. 1606 - Bergen op Zoom, † 1674)

## Numismatici(1)
- Giorgio Viani, numismatico e storico italiano (La Spezia, n. 1762 - Pisa, † 1816)

## Nuotatori(4)
- Giorgio Lalle, ex nuotatore italiano (Roma, n. 1957)
- Giorgio Lamberti, ex nuotatore italiano (Brescia, n. 1969)
- Giorgio Minisini, nuotatore artistico italiano (Roma, n. 1996)
- Giorgio Armani Nguichie Kamseu Kamogne, nuotatore camerunese (Douala, n. 2007)

## Oncologi(1)
- Giorgio Prodi, oncologo, filosofo e scrittore italiano (Scandiano, n. 1928 - Bologna, † 1987)

## Organisti(2)
- Giorgio Golin, organista, compositore e direttore di coro italiano (Cavazzale, n. 1933 - Cavazzale, † 2006)
- Giorgio Questa, organista italiano (Genova, n. 1929 - Genova, † 2010)

## Orientalisti(1)
- Giorgio Levi Della Vida, orientalista e storico delle religioni italiano (Venezia, n. 1886 - Roma, † 1967)

## Ostacolisti(2)
- Giorgio Ballati, ex ostacolista italiano (Pistoia, n. 1946)
- Giorgio Mazza, ex ostacolista italiano (Venezia, n. 1939)

## Paleografi(1)
- Giorgio Cencetti, paleografo e archivista italiano (Roma, n. 1908 - Roma, † 1970)

## Pallavolisti(2)
- Giorgio De Togni, pallavolista italiano (Ferrara, n. 1985)
- Giorgio Salomone, ex pallavolista italiano (Dronero, n. 1960)

## Paracadutisti(1)
- Giorgio Squadrone, paracadutista italiano (Pisa, n. 1964)

## Parolieri(2)
- Giorgio Calabrese, paroliere e autore televisivo italiano (Genova, n. 1929 - Roma, † 2016)
- Giorgio D'Adamo, paroliere e bassista italiano (Torino, n. 1948 - Genova, † 2015)

## Partigiani(13)
- Giorgio Amendola, partigiano, scrittore e politico italiano (Roma, n. 1907 - Roma, † 1980)
- Giorgio Bartolomasi, partigiano italiano (San Damaso, n. 1924 - Santa Croce di Carpi, † 1945)
- Giorgio Catti, partigiano italiano (Torino, n. 1925 - Porte di Cumiana, † 1944)
- Giorgio De Sabbata, partigiano e politico italiano (Pesaro, n. 1925 - Pesaro, † 2013)
- Giorgio De Sanctis, partigiano italiano (Guglionesi, n. 1921 - Roma, † 1982)
- Giorgio Ferro, partigiano italiano (Padova, n. 1921 - Garfagnana, † 1944)
- Giorgio Issel, partigiano italiano (Genova, n. 1919 - Cantiglio, † 1943)
- Giorgio Labò, partigiano italiano (Modena, n. 1919 - Roma, † 1944)
- Giorgio Marincola, partigiano italiano (Mahaddei Uen, n. 1923 - Stramentizzo, † 1945)
- Giorgio Morelli, partigiano e giornalista italiano (Albinea, n. 1926 - Arco, † 1947)
- Giorgio Ravaz, partigiano italiano (Torino, n. 1923 - Chésod, † 1944)
- Giorgio Susani, partigiano italiano (Padova, n. 1924 - Ostia Borgotaro, † 1945)
- Giorgio Visintin, partigiano e antifascista italiano (Monfalcone, n. 1929 - Segrate, † 2014)

## Patriarchi cattolici(1)
- Cirillo Makarios, patriarca cattolico egiziano (Scenaineh, n. 1867 - Beirut, † 1921)

## Patrioti(7)
- Giorgio Appia, patriota e religioso italiano (Torre Pellice, n. 1827 - Parigi, † 1910)
- Giorgio Clerici, patriota, militare e nobile italiano (Milano, n. 1815 - Roma, † 1877)
- Giorgio Manin, patriota italiano (Venezia, n. 1831 - Venezia, † 1882)
- Giorgio Paglia, patriota, partigiano e antifascista italiano (Bologna, n. 1922 - Costa Volpino, † 1944)
- Giorgio Pallavicino Trivulzio, patriota e politico italiano (Milano, n. 1796 - Casteggio, † 1878)
- Giorgio Piccoli, patriota e politico italiano (Rovigno, n. 1840 - Capodistria, † 1924)
- Giorgio Giuseppe Raimondi, patriota e nobile italiano (Como, n. 1801 - Birago, † 1882)

## Pattinatori di velocità su ghiaccio(2)
- Giorgio Cattaneo, pattinatore di velocità su ghiaccio italiano (Limbiate, n. 1923 - Sanremo, † 1998)
- Giorgio Paganin, ex pattinatore di velocità su ghiaccio italiano (Asiago, n. 1962)

## Pentatleti(1)
- Giorgio Malan, pentatleta italiano (Torino, n. 2000)

## Personaggi televisivi(3)
- Giorgio Barchiesi, personaggio televisivo italiano (Roma, n. 1957)
- Giorgio Mastrota, personaggio televisivo e conduttore televisivo italiano (Milano, n. 1964)
- Giorgio A. Tsoukalos, personaggio televisivo svizzero (Lucerna, n. 1978)

## Pesisti(1)
- Giorgio Venturi, ex pesista italiano (Salerno, n. 1966)

## Pianisti(3)
- Giorgio Favaretto, pianista italiano (Venezia, n. 1902 - Roma, † 1986)
- Giorgio Gaslini, pianista, arrangiatore e compositore italiano (Milano, n. 1929 - Borgo Val di Taro, † 2014)
- Giorgio Santiano, pianista e compositore italiano (Pinerolo, n. 1932 - Pinerolo, † 1993)

## Piloti automobilistici(7)
- Giorgio Bassi, pilota automobilistico italiano (Milano, n. 1934)
- Giorgio Francia, ex pilota automobilistico italiano (San Giorgio di Piano, n. 1947)
- Giorgio Pantano, ex pilota automobilistico italiano (Conselve, n. 1979)
- Giorgio Pelassa, pilota automobilistico italiano (Torino, n. 1912 - Torino, † 1948)
- Giorgio Pianta, pilota automobilistico, dirigente sportivo e ingegnere italiano (Milano, n. 1935 - Milano, † 2014)
- Giorgio Scarlatti, pilota automobilistico italiano (Roma, n. 1921 - Roma, † 1990)
- Giorgio Vinella, pilota automobilistico italiano (Putignano, n. 1973)

## Piloti motociclistici(1)
- Giorgio Grasso, pilota motociclistico italiano (Genova, n. 1963)

## Piloti motonautici(2)
- Giorgio Villa, pilota motonautico e pilota di rally italiano (Milano, n. 1954)
- Giorgio Viscione, pilota motonautico italiano (Roma, n. 1977)

## Pistard(1)
- Giorgio Ursi, pistard italiano (Gorizia, n. 1942 - Gorizia, † 1982)

## Pittori(43)
- Giorgio Alberino, pittore italiano (Alessandria)
- Giorgio Albertini, pittore e fotografo italiano (Milano, n. 1930 - † 2020)
- Giorgio Anselmi, pittore italiano (Badia Calavena, n. 1723 - Lendinara, † 1797)
- Giorgio Azzaroni, pittore italiano (Bologna, n. 1939 - Bologna, † 2009)
- Giorgio Balboni, pittore italiano (Ferrara, n. 1943 - Ferrara, † 2016)
- Giorgio Bandini, pittore e restauratore italiano (Siena, n. 1830 - Siena, † 1899)
- Giorgio Bellandi, pittore italiano (Milano, n. 1931 - Como, † 1976)
- Giorgio Belloni, pittore italiano (Codogno, n. 1861 - Mezzegra, † 1944)
- Giorgio Bonola, pittore italiano (Corconio, n. 1657 - † 1700)
- Giorgio Carmelich, pittore italiano (Trieste, n. 1907 - Bad Nauheim, † 1929)
- Giorgio Celiberti, pittore e scultore italiano (Udine, n. 1929)
- Giorgio Ceragioli, pittore, scultore e decoratore italiano (Porto Santo Stefano, n. 1861 - Torino, † 1947)
- Giorgio Schiavone, pittore croato (Scardona - Sebenico, † 1504)
- Giulio Clovio, pittore italiano (Grižane, n. 1498 - Roma, † 1578)
- Giorgio Dal Canto, pittore italiano (Pontedera, n. 1934 - Pisa, † 2016)
- Giorgio Damini, pittore italiano (Castelfranco Veneto - Padova, † 1631)
- Giorgio Dante, pittore italiano (Milano, n. 1982)
- Giorgio de Chirico, pittore, scultore e scrittore italiano (Volos, n. 1888 - Roma, † 1978)
- Giorgio De Vincenzi, pittore e disegnatore italiano (Ferrara, n. 1884 - Bologna, † 1965)
- Giorgio Gandini del Grano, pittore italiano (Parma - Parma, † 1538)
- Giorgione, pittore italiano (Castelfranco Veneto, n. 1478 - Venezia, † 1510)
- Giorgio Griffa, pittore italiano (Torino, n. 1936)
- Giorgio Hinna, pittore e incisore italiano (Roma, n. 1892 - Roma, † 1946)
- Giorgio Kienerk, pittore e scultore italiano (Firenze, n. 1869 - Fauglia, † 1948)
- Giorgio Larocchi, pittore e poeta italiano (Muggiò, n. 1929 - Arcore, † 2007)
- Giorgio Laveri, pittore, scultore e sceneggiatore italiano (Savona, n. 1954)
- Giorgio Michetti, pittore, disegnatore e illustratore italiano (Viareggio, n. 1912 - Viareggio, † 2019)
- Giorgio Morandi, pittore e incisore italiano (Bologna, n. 1890 - Bologna, † 1964)
- Giorgio Oprandi, pittore italiano (Lovere, n. 1883 - Lovere, † 1962)
- Giorgio Orefice, pittore italiano (Siracusa, n. 1941)
- Giorgio Picchi il Giovane, pittore italiano (Casteldurante - Casteldurante, † 1605)
- Giorgio Pinna, pittore italiano (Catanzaro, n. 1888 - Pianopoli, † 1989)
- Giorgio Ramella, pittore italiano (Torino, n. 1939)
- Giorgio Reverdino, pittore e incisore italiano (Lione)
- Giorgio Sallustio Rossi, pittore e decoratore italiano (Tamara, n. 1891 - Ferrara, † 1982)
- Giorgio Salmoiraghi, pittore italiano (Milano, n. 1936 - Milano, † 2022)
- Giorgio Scapinelli, pittore e illustratore italiano (Modena, n. 1926 - Modena, † 1999)
- Giorgio Scarpati, pittore e illustratore italiano (San Giorgio a Cremano, n. 1908 - Giussano, † 1987)
- Giorgio Scherer, pittore e disegnatore italiano (Parma, n. 1831 - Parma, † 1896)
- Giorgio Settala, pittore italiano (Trieste, n. 1895 - Firenze, † 1960)
- Giorgio Vasari, pittore, architetto e storico dell'arte italiano (Arezzo, n. 1511 - Firenze, † 1574)
- Giorgio Ventura, pittore italiano (Zara)
- Giorgio Vigne, pittore italiano

## Poeti(11)
- Giorgio Baffo, poeta italiano (Venezia, n. 1694 - Venezia, † 1768)
- Giorgio Caproni, poeta, critico letterario e traduttore italiano (Livorno, n. 1912 - Roma, † 1990)
- Giorgio Carpaneto, poeta e scrittore italiano (Roma, n. 1923 - Roma, † 2009)
- Giorgio Cesarano, poeta, scrittore e traduttore italiano (Milano, n. 1928 - Milano, † 1975)
- Giorgio Cumno, poeta bizantino (Candia)
- Giorgio di Gallipoli, poeta e archivista italiano (Gallipoli)
- Giorgio Luzzi, poeta, saggista e critico letterario italiano (Rogolo, n. 1940)
- Giorgio Sisgoreo, poeta e umanista italiano (Sebenico, n. 1440 - Sebenico, † 1509)
- Giorgio Summaripa, poeta e giurista italiano (Verona, n. 1435 - Gradisca, † 1497)
- Giorgio Warda, poeta siro (Arbela)
- Giorgio di Pisidia, poeta bizantino (Pisidia)

## Politologi(1)
- Giorgio Galli, politologo e storico italiano (Milano, n. 1928 - Camogli, † 2020)

## Presbiteri(9)
- Giorgio Basadonna, presbitero, saggista e docente italiano (Milano, n. 1922 - Milano, † 2008)
- Giorgio Bigongiari, presbitero italiano (Lucca, n. 1912 - Massa, † 1944)
- Giorgio Callegari, presbitero e sociologo italiano (Venezia, n. 1936 - San Paolo, † 2003)
- Giorgio De Capitani, presbitero italiano (Santa Maria Hoè, n. 1938)
- Giorgio Gennaro, presbitero italiano (Sicilia, n. 1866 - Palermo, † 1916)
- Giorgio di Sagla, presbitero e scrittore etiope († 1425)
- Giorgio Preca, presbitero maltese (La Valletta, n. 1880 - La Valletta, † 1962)
- Giorgio Guzzetta, presbitero italiano (Piana degli Albanesi, n. 1682 - Partinico, † 1756)
- Giorgio di Baviera, presbitero tedesco (Monaco di Baviera, n. 1880 - Roma, † 1943)

## Principi(17)
- Andrea Doria Landi Pamphili, principe italiano (Genova, n. 1747 - Roma, † 1820)
- Giorgio Alberto della Frisia orientale, principe (Aurich, n. 1690 - Aurich, † 1734)
- Giorgio Cristiano della Frisia orientale, principe (Aurich, n. 1634 - Aurich, † 1665)
- Giorgio Guglielmo d'Assia-Darmstadt, principe tedesco (Darmstadt, n. 1722 - Darmstadt, † 1782)
- Giorgio Donato d'Assia-Darmstadt, principe tedesco (Darmstadt, n. 1906 - Ostenda, † 1937)
- Giorgio Guglielmo di Hannover, principe tedesco (Gmunden, n. 1880 - Näckel, † 1912)
- Giorgio Bernardo di Anhalt-Dessau, principe (Dessau, n. 1796 - Dresda, † 1865)
- Giorgio di Lencastre, principe portoghese (Abrantes, n. 1481 - Palmela, † 1550)
- Giorgio Guglielmo di Hannover, principe e diplomatico tedesco (Braunschweig, n. 1915 - Monaco di Baviera, † 2006)
- Giorgio Karađorđević, principe serbo (Cettigne, n. 1887 - Belgrado, † 1972)
- Giorgio Antonio del Liechtenstein, principe liechtensteinese (Grabs, n. 1999)
- Giorgio Augusto di Meclemburgo-Strelitz, principe (Neustrelitz, n. 1824 - San Pietroburgo, † 1876)
- Giorgio Plantageneto, I duca di Clarence, principe inglese (Dublino, n. 1449 - Torre di Londra, † 1478)
- Giorgio I Rákóczi, principe (Szerencs, n. 1593 - Sárospatak, † 1648)
- Giorgio di Sassonia, principe (Dresda, n. 1893 - Berlino, † 1943)
- Giorgio di Borbone-Parma, principe e militare italiano (Milano, n. 1900 - Trebeshina, † 1941)
- Giorgio di Grecia, principe greco (Corfù, n. 1869 - Saint-Cloud, † 1957)

## Produttori cinematografici(5)
- Giorgio Agliani, produttore cinematografico e regista italiano (Milano, n. 1910 - Milano, † 1996)
- Giorgio Draskovic, produttore cinematografico italiano (Firenze, n. 1949 - Terracina, † 2019)
- Giorgio Papi, produttore cinematografico italiano (n. 1917 - Roma, † 2002)
- Giorgio Salvioni, produttore cinematografico e sceneggiatore italiano (Roma, † 1994)
- Giorgio Venturini, produttore cinematografico, regista e sceneggiatore italiano (n. 1906 - Roma, † 1984)

## Produttori discografici(1)
- Giorgio Bozzo, produttore discografico, autore televisivo e commediografo italiano (Rapallo, n. 1963)

## Produttori televisivi(2)
- Giorgio Schöttler, produttore televisivo e sceneggiatore italiano (Napoli, n. 1969)
- Giorgio Vignali, produttore televisivo, sceneggiatore e attore italiano (Roma, n. 1954)

## Psichiatri(2)
- Giorgio Abraham, psichiatra e scrittore italiano (La Spezia, n. 1927 - Ginevra, † 2023)
- Giorgio Coda, psichiatra italiano (Torino, n. 1924 - Torino, † 1988)

## Psicologi(1)
- Giorgio Nardone, psicologo e pedagogo italiano (Arezzo, n. 1958)

## Pugili(2)
- Giorgio Bambini, pugile italiano (Vezzano Ligure, n. 1945 - La Spezia, † 2015)
- Giorgio Campanella, ex pugile italiano (Crotone, n. 1970)

## Rapper(2)
- Mostro, rapper italiano (Roma, n. 1992)
- Tsu, rapper italiano (Cagliari, n. 1973)

## Registi(23)
- Giorgio Amato, regista, scrittore e sceneggiatore italiano (Milano, n. 1969)
- Giorgio Ansoldi, regista italiano (Cagliari, n. 1913 - Roma, † 1999)
- Giorgio Bianchi, regista, sceneggiatore e attore italiano (Roma, n. 1904 - Roma, † 1967)
- Giorgio Capitani, regista, sceneggiatore e attore italiano (Parigi, n. 1927 - Viterbo, † 2017)
- Giorgio Castellani, regista e sceneggiatore italiano (Palermo, n. 1953 - Palermo, † 2011)
- Giorgio Walter Chili, regista e sceneggiatore italiano (Casalecchio di Reno, n. 1918 - Roma, † 1961)
- Giorgio Cristallini, regista e sceneggiatore italiano (Perugia, n. 1921 - Tavernelle, † 1999)
- Giorgio Diritti, regista, sceneggiatore e montatore italiano (Bologna, n. 1959)
- Giorgio Ferrara, regista e direttore artistico italiano (Roma, n. 1947 - Roma, † 2023)
- Giorgio Ferroni, regista italiano (Perugia, n. 1908 - Roma, † 1981)
- Giorgio Gallione, regista e drammaturgo italiano (Genova, n. 1953)
- Giorgio Ghisolfi, regista, animatore e saggista italiano
- Giorgio Grand, regista italiano (Torino, n. 1954)
- Giorgio Mannini, regista e sceneggiatore italiano (Firenze, n. 1884 - Roma, † 1953)
- Giorgio Mille, regista cinematografico italiano (Roma, n. 1937 - Roma, † 1999)
- Giorgio Molteni, regista e sceneggiatore italiano (Loano, n. 1949)
- Giorgio Moser, regista e sceneggiatore italiano (Trento, n. 1923 - Roma, † 2004)
- Giorgio Pressburger, regista, scrittore e drammaturgo ungherese (Budapest, n. 1937 - Trieste, † 2017)
- Giorgio Pastina, regista e sceneggiatore italiano (Andria, n. 1905 - Roma, † 1956)
- Giorgio Simonelli, regista, sceneggiatore e critico cinematografico italiano (Roma, n. 1901 - Roma, † 1966)
- Giorgio Stegani, regista e sceneggiatore italiano (Milano, n. 1928 - Roma, † 2020)
- Giorgio Trentin, regista e sceneggiatore italiano (Padova, n. 1924)
- Giorgio Treves, regista e sceneggiatore italiano (New York, n. 1945)

## Registi teatrali(1)
- Giorgio Strehler, regista teatrale e direttore artistico italiano (Trieste, n. 1921 - Lugano, † 1997)

## Religiosi(5)
- Giorgio di Challant, religioso francese (n. 1440 - Pinerolo, † 1509)
- Giorgio Laccioli, religioso italiano (Cremona - † 1451)
- Giorgio Luti, religioso italiano (Siena, n. 1465 - Lucca, † 1491)
- Giorgio Maria Martinelli, religioso italiano (Brusimpiano, n. 1655 - Rho, † 1727)
- Giorgio di Arbela, religioso, scrittore e vescovo cristiano orientale siro (Arbela)

## Rugbisti a 15(4)
- Giorgio Bronzini, rugbista a 15 italiano (Viadana, n. 1990)
- Giorgio Intoppa, ex rugbista a 15 e preparatore atletico italiano (Milano, n. 1981)
- Giorgio Morelli, ex rugbista a 15 italiano (L'Aquila, n. 1954)
- Giorgio Troncon, ex rugbista a 15 e allenatore di rugby a 15 italiano (Padova, n. 1941)

## Saggisti(4)
- Giorgio Barani, saggista italiano (Montecchio Emilia, n. 1949)
- Giorgio Ficara, saggista e critico letterario italiano (Torino, n. 1952)
- Giorgio Kraiski, saggista, traduttore e slavista italiano (Mosca, n. 1916 - † 1998)
- Giorgio Milesi, saggista, scrittore e artista italiano (Bergamo, n. 1927 - Gorle, † 2008)

## Scacchisti(2)
- Giorgio Baiocchi, scacchista italiano (Roma, n. 1942)
- Giorgio Porreca, scacchista e traduttore italiano (Napoli, n. 1927 - Napoli, † 1988)

## Sceneggiatori(4)
- Giorgio Arlorio, sceneggiatore e autore televisivo italiano (Torino, n. 1929 - Roma, † 2019)
- Giorgio Mariuzzo, sceneggiatore e regista italiano (Venezia, n. 1939 - Roma, † 2023)
- Giorgio Prosperi, sceneggiatore, autore televisivo e critico teatrale italiano (Roma, n. 1911 - Roma, † 1997)
- Giorgio Serafini, sceneggiatore e regista italiano (Bruxelles, n. 1962)

## Scenografi(1)
- Giorgio Giovannini, scenografo italiano (Frascati, n. 1925 - Fiumicino, † 2007)

## Schermidori(10)
- Giorgio Anglesio, schermidore italiano (Torino, n. 1922 - Rocca Canavese, † 2007)
- Giorgio Avola, schermidore italiano (Modica, n. 1989)
- Giorgio Bocchino, schermidore italiano (Firenze, n. 1913 - Firenze, † 1995)
- Giorgio Chiavacci, schermidore italiano (Cecina, n. 1899 - Cecina, † 1969)
- Giorgio Faldini, schermidore italiano (Tunisi, n. 1912 - † 2000)
- Giorgio Macerata, schermidore italiano (Venezia, n. 1913)
- Giorgio Pellini, schermidore italiano (Livorno, n. 1923 - Livorno, † 1986)
- Giorgio Pessina, schermidore italiano (Roma, n. 1902 - Roma, † 1977)
- Giorgio Rastelli, schermidore italiano (Livorno, n. 1905)
- Giorgio Santelli, schermidore italiano (Budapest, n. 1897 - Teaneck, † 1985)

## Sciatori alpini(3)
- Giorgio Cecchetti, ex sciatore alpino sammarinese (n. 1944)
- Giorgio Piantanida, ex sciatore alpino italiano (Busto Arsizio, n. 1967)
- Giorgio Rocca, ex sciatore alpino italiano (Coira, n. 1975)

## Scienziati(1)
- Giorgio Roster, scienziato e fotografo italiano (Firenze, n. 1843 - Firenze, † 1927)

## Scrittori(35)
- Giorgio Baietti, scrittore e giornalista italiano (Millesimo, n. 1961)
- Giorgio Bassani, scrittore, poeta e politico italiano (Bologna, n. 1916 - Roma, † 2000)
- Giorgio Bocca, scrittore, giornalista e partigiano italiano (Cuneo, n. 1920 - Milano, † 2011)
- Giorgio Briano, scrittore e giornalista italiano (Carcare, n. 1812 - Roma, † 1874)
- Giorgio Caponetti, scrittore italiano (Torino, n. 1945)
- Giorgio Chiesura, scrittore e magistrato italiano (Venezia, n. 1921 - Venezia, † 2003)
- Giorgio Cicogna, scrittore e inventore italiano (Venezia, n. 1899 - Torino, † 1932)
- Giorgio De Maria, scrittore, commediografo e pianista italiano (Torino, n. 1924 - † 2009)
- Giorgio De Simone, scrittore italiano (Milano, n. 1932 - Milano, † 2024)
- Giorgio Del Lungo, scrittore e illustratore italiano (Roma, n. 1933)
- Giorgio Di Vita, scrittore e illustratore italiano (Roma, n. 1955)
- Giorgio Falco, scrittore italiano (Abbiategrasso, n. 1967)
- Giorgio Faletti, scrittore, attore e cantautore italiano (Asti, n. 1950 - Torino, † 2014)
- Giorgio Ferigo, scrittore, storico e musicista italiano (Comeglians, n. 1949 - Tolmezzo, † 2007)
- Giorgio Fontana, scrittore italiano (Saronno, n. 1981)
- Giorgio Ghiotti, scrittore e poeta italiano (Roma, n. 1994)
- Giorgio di Reshaina, scrittore siro
- Giorgio Manacorda, scrittore, germanista e poeta italiano (Roma, n. 1941)
- Giorgio Manganelli, scrittore, traduttore e giornalista italiano (Milano, n. 1922 - Roma, † 1990)
- Giorgio Messori, scrittore italiano (Castellarano, n. 1955 - † 2006)
- Giorgio Montefoschi, scrittore, critico letterario e traduttore italiano (Roma, n. 1946)
- Giorgio Nisini, scrittore e saggista italiano (Viterbo, n. 1974)
- Giorgio Orelli, scrittore, poeta e traduttore svizzero (Airolo, n. 1921 - Bellinzona, † 2013)
- Giorgio Salati, scrittore, sceneggiatore e fumettista italiano (Milano, n. 1978)
- Giorgio Saviane, scrittore italiano (Castelfranco Veneto, n. 1916 - Firenze, † 2000)
- Giorgio Scianna, scrittore italiano (Pavia, n. 1964)
- Giorgio Silfer, scrittore e esperantista italiano (Milano, n. 1949)
- Giorgio Soavi, scrittore, poeta e giornalista italiano (Broni, n. 1923 - Milano, † 2008)
- Giorgio Todde, scrittore e medico italiano (Cagliari, n. 1951 - Cagliari, † 2020)
- Giorgio Uberti, scrittore e divulgatore scientifico italiano (Milano, n. 1986)
- Giorgio Vasta, scrittore, curatore editoriale e docente italiano (Palermo, n. 1970)
- Giorgio Vigolo, scrittore italiano (Roma, n. 1894 - Roma, † 1983)
- Giorgio Voghera, scrittore italiano (Trieste, n. 1908 - Trieste, † 1999)
- Giorgio de Marchis, scrittore, giornalista e critico d'arte italiano (L'Aquila, n. 1930 - Roma, † 2009)
- Giorgio van Straten, scrittore, traduttore e direttore artistico italiano (Firenze, n. 1955)

## Scrittori di fantascienza(1)
- Giorgio Sangiorgi, autore di fantascienza e fumettista italiano (Forlì, n. 1957)

## Scultori(8)
- Giorgio Bertin, scultore, pittore e poeta italiano (Candiana, n. 1939)
- Giorgio Botto, scultore e intagliatore italiano (Savigliano - Savigliano, † 1630)
- Giorgio Brigno, scultore italiano (Milano - Termini Imerese, † 1503)
- Giorgio di Matteo, scultore, architetto e urbanista dalmata (Zara - Sebenico, † 1475)
- Giorgio Oikonomoy, scultore e pittore greco (Atene, n. 1947)
- Giorgio Amelio Roccamonte, scultore italiano (Buenos Aires, n. 1927 - Roma, † 1980)
- Giorgio Rossi, scultore e pittore italiano (San Piero a Sieve, n. 1892 - Firenze, † 1963)
- Giorgio Zennaro, scultore, pittore e designer italiano (Venezia, n. 1926 - Venezia, † 2005)

## Sessuologi(1)
- Giorgio Rifelli, sessuologo e psicologo italiano (Pesaro, n. 1941 - Bologna, † 2013)

## Sindacalisti(4)
- Giorgio Casalino, sindacalista e politico italiano (Gallipoli, n. 1919 - † 2006)
- Giorgio Cremaschi, sindacalista, politico e saggista italiano (Roma, n. 1948)
- Giorgio Roilo, sindacalista e politico italiano (Milano, n. 1947)
- Giorgio Santini, sindacalista e politico italiano (Marostica, n. 1954)

## Skater(1)
- Giorgio Zattoni, skater italiano (Ravenna, n. 1976)

## Slittinisti(1)
- Giorgio Pichler, ex slittinista italiano

## Sollevatori(1)
- Giorgio De Luca, ex sollevatore italiano (Palermo, n. 1984)

## Sovrani(38)
- Giorgio I di Georgia, re (Mkivarani, † 1027)
- Giorgio II di Georgia, re († 1112)
- Giorgio III di Georgia, re († 1184)
- Giorgio VI di Georgia, re († 1313)
- Giorgio VII di Georgia, re († 1405)
- Giorgio VIII di Georgia, re (n. 1417 - † 1476)
- Giorgio II di Cachezia, re (Tbilisi, n. 1464 - Tbilisi, † 1513)
- Giorgio X di Cartalia, re (Tbilisi, n. 1560 - Mejvriskhevi, † 1606)
- Giorgio XI di Cartalia, re (Tbilisi, n. 1651 - Kandahar, † 1709)
- Giorgio XII di Georgia, re georgiano (Telavi, n. 1746 - Tbilisi, † 1800)
- Giorgio Guglielmo di Schaumburg-Lippe, sovrano tedesco (Bückeburg, n. 1784 - Bückeburg, † 1860)
- Giorgio di Schaumburg-Lippe, sovrano tedesco (Bückeburg, n. 1846 - Bückeburg, † 1911)
- Giorgio II di Sassonia-Meiningen, sovrano tedesco (Meiningen, n. 1826 - Wildungen, † 1914)
- Giorgio di Meclemburgo-Strelitz, sovrano tedesco (Hannover, n. 1779 - Neustrelitz, † 1860)
- Giorgio II di Waldeck e Pyrmont, sovrano tedesco (Weil, n. 1789 - Arolsen, † 1845)
- Giorgio I di Waldeck e Pyrmont, sovrano tedesco (Arolsen, n. 1747 - Pyrmont, † 1813)
- Giorgio Federico di Baden-Durlach, sovrano (Durlach, n. 1573 - Strasburgo, † 1638)
- Giorgio Federico Carlo di Brandeburgo-Bayreuth, sovrano (Mühlhausen, n. 1688 - Bayreuth, † 1735)
- Giorgio I di Grecia, re (Copenaghen, n. 1845 - Salonicco, † 1913)
- Giorgio II di Gran Bretagna, re (Hannover, n. 1683 - Kensington Palace, † 1760)
- Giorgio II di Grecia, re greco (Tatoi, n. 1890 - Atene, † 1947)
- Giorgio III del Regno Unito, sovrano inglese (Londra, n. 1738 - Windsor, † 1820)
- Giorgio IV del Regno Unito, sovrano inglese (Londra, n. 1762 - Windsor, † 1830)
- Giorgio IV di Georgia, re georgiano (n. 1191 - † 1223)
- Giorgio V di Hannover, sovrano tedesco (Berlino, n. 1819 - Parigi, † 1878)
- Giorgio V del Regno Unito, re britannico (Westminster, n. 1865 - Sandringham, † 1936)
- Giorgio VI del Regno Unito, sovrano britannico (Sandringham, n. 1895 - Sandringham, † 1952)
- Giorgio di Boemia, re (Poděbrady, n. 1420 - Praga, † 1471)
- Giorgio III Gurieli, re (Kutaisi - Rokiti, † 1684)
- Giorgio VII d'Imerezia, re (Kutaisi, † 1720)
- Giorgio IV Gurieli, re (Batumi, † 1726)
- Giorgio IX d'Imerezia, re (Kutaisi, n. 1718 - Kutaisi, † 1778)
- Giorgio di Schwarzburg-Rudolstadt, sovrano e militare tedesco (Rudolstadt, n. 1838 - Rudolstadt, † 1890)
- Giorgio VI d'Imerezia, re (Tbilisi, † 1722)
- Giorgio II di Bulgaria, sovrano bulgaro († 1323)
- Giorgio I di Bulgaria, sovrano bulgaro
- Giorgio V d'Imerezia, re
- Giorgio di Sassonia, re (Dresda, n. 1832 - Pillnitz, † 1904)

## Stilisti(2)
- Giorgio Armani, stilista e imprenditore italiano (Piacenza, n. 1934)
- Giorgio di Sant'Angelo, stilista argentino (Rosario, n. 1933 - New York, † 1989)

## Storici(18)
- Giorgio Aleo, storico e predicatore italiano (Cagliari, n. 1620 - Cagliari, † 1684)
- Giorgio Candeloro, storico italiano (Bologna, n. 1909 - Roma, † 1988)
- Giorgio Cedreno, storico bizantino
- Giorgio Chittolini, storico e medievista italiano (Parma, n. 1940 - Milano, † 2022)
- Giorgio Codino, storico e scrittore bizantino (Costantinopoli - Costantinopoli)
- Giorgio Cracco, storico e medievista italiano (Valdagno, n. 1934)
- Giorgio Fabre, storico e giornalista italiano (Alba, n. 1952)
- Giorgio Falco, storico italiano (Torino, n. 1888 - Torino, † 1966)
- Giorgio Jossa, storico italiano (Napoli, n. 1938)
- Giorgio Otranto, storico italiano (Corigliano Calabro, n. 1940 - Bari, † 2023)
- Giorgio Pachimere, storico e scrittore bizantino (Nicea, n. 1242 - Costantinopoli)
- Giorgio Rochat, storico e biografo italiano (Pavia, n. 1936 - Torre Pellice, † 2024)
- Giorgio Rumi, storico e politologo italiano (Milano, n. 1938 - Milano, † 2006)
- Giorgio Sacchetti, storico italiano (Castelfranco di Sopra, n. 1951)
- Giorgio Sincello, storico bizantino († 814)
- Giorgio Spini, storico italiano (Firenze, n. 1916 - Firenze, † 2006)
- Giorgio Stella, storico italiano (Genova - Genova, † 1420)
- Giorgio Vaccarino, storico, partigiano e archivista italiano (Torino, n. 1916 - Torino, † 2010)

## Storici dell'arte(1)
- Giorgio Di Genova, storico dell'arte italiano (Roma, n. 1933 - Roma, † 2023)

## Storici della scienza(1)
- Giorgio Israel, storico della scienza italiano (Roma, n. 1945 - Roma, † 2015)

## Storici delle religioni(1)
- Giorgio La Piana, storico delle religioni, teologo e medievista italiano (Palermo, n. 1879 - South Natick, † 1971)

## Tastieristi(1)
- Giorgio Usai, tastierista e cantante italiano (Imperia, n. 1946)

## Telecronisti sportivi(1)
- Giorgio Galimberti, telecronista sportivo, ex tennista e allenatore di tennis italiano (Milano, n. 1976)

## Tennisti(2)
- Giorgio De Stefani, tennista e dirigente sportivo italiano (Verona, n. 1904 - Roma, † 1992)
- Giorgio Fachini, ex tennista italiano (n. 1931)

## Tenori(1)
- Giorgio Merighi, tenore italiano (Ferrara, n. 1939 - Jesi, † 2020)

## Teorici della musica(1)
- Giorgio Anselmi, teorico musicale italiano (Parma, n. 1385 - † 1450)

## Terroristi(1)
- Giorgio Vale, terrorista italiano (Roma, n. 1961 - Roma, † 1982)

## Traduttori(1)
- Giorgio Monicelli, traduttore, curatore editoriale e partigiano italiano (Tradate, n. 1910 - Milano, † 1968)

## Trombettisti(1)
- Giorgio Li Calzi, trombettista e compositore italiano (Torino, n. 1965)

## Truccatori(1)
- Giorgio Gregorini, truccatore italiano (Roma)

## Ultramaratoneti(1)
- Giorgio Calcaterra, ultramaratoneta e maratoneta italiano (Roma, n. 1972)

## Umanisti(3)
- Giorgio Aportano, umanista tedesco (Wildeshausen, n. 1495 - Emden, † 1530)
- Giorgio Valla, umanista italiano (Piacenza, n. 1447 - Venezia, † 1500)
- Giorgio Antonio Vespucci, umanista italiano (n. 1434 - † 1514)

## Umoristi(1)
- Giorgio Cavallo, umorista italiano (Moncalieri, n. 1927 - Pomaretto, † 1994)

## Velisti(2)
- Giorgio Gorla, velista italiano (Orta San Giulio, n. 1944)
- Giorgio Poggi, velista italiano (Albenga, n. 1981)

## Velocisti(2)
- Giorgio Croci, velocista italiano (Gallarate, n. 1893 - Gallarate, † 1968)
- Giorgio Marras, ex velocista italiano (Marrubiu, n. 1971)

## Vescovi(2)
- Giorgio di Suelli, vescovo italiano (Cagliari - Suelli, † 1117)
- Giorgio di Vienne, vescovo

## Vescovi ariani(2)
- Giorgio di Laodicea, vescovo ariano greco antico († 359)
- Giorgio di Alessandria, vescovo ariano greco antico (Alessandria d'Egitto, † 361)

## Vescovi cattolici(14)
- Giorgio Andreasi, vescovo cattolico italiano (Mantova, n. 1467 - Reggio Emilia, † 1549)
- Giorgio Barni, vescovo cattolico italiano (Lodi, n. 1651 - Piacenza, † 1731)
- Giorgio Bertin, vescovo cattolico e missionario italiano (Galzignano Terme, n. 1946)
- Giorgio Biguzzi, vescovo cattolico italiano (Cesena, n. 1936 - Parma, † 2024)
- Giorgio Bolognetti, vescovo cattolico e diplomatico italiano (Roma, n. 1595 - Roma, † 1680)
- Giorgio Cattaneo, vescovo cattolico italiano (Cavalesino, n. 1663 - Vigevano, † 1730)
- Giorgio Corbellini, vescovo cattolico italiano (Travo, n. 1947 - Parma, † 2019)
- Giorgio Corner, vescovo cattolico italiano (Venezia, n. 1524 - Venezia, † 1578)
- Giorgio Darmini, vescovo cattolico italiano (Tino, n. 1593 - Buie, † 1670)
- Giorgio di Saluzzo, vescovo cattolico svizzero († 1461)
- Giorgio di Liechtenstein, vescovo cattolico austriaco (Nikolsburg - Sporminore, † 1419)
- Giorgio Neideck, vescovo cattolico austriaco (Verona, † 1514)
- Giorgio Odescalchi, vescovo cattolico italiano (Milano, n. 1564 - Vigevano, † 1620)
- Giorgio Stassi, vescovo cattolico italiano (Piana degli Albanesi, n. 1712 - Palermo, † 1802)

## Vescovi cristiani orientali(1)
- Giorgio delle Nazioni, vescovo cristiano orientale e scrittore siro († 724)

## Vescovi ortodossi(1)
- Giorgio di Gerusalemme, vescovo ortodosso bizantino († 807)

## Viaggiatori(1)
- Giorgio Interiano, viaggiatore, storico e etnografo italiano

## Senza attività specificata(19)
- Giorgio d'Alemagna, italiano
- Giorgio Amitrano, iamatologo e traduttore italiano (Jesi, n. 1957)
- Giorgio di Napoli, duca († 739)
- Giorgio di Sassonia-Altenburg, duca (Hildburghausen, n. 1796 - Hummelshain, † 1853)
- Giorgio di Brunswick-Lüneburg, duca (Celle, n. 1582 - Hildesheim, † 1641)
- Giorgio I di Sassonia-Meiningen, duca tedesco (Francoforte sul Meno, n. 1761 - Meiningen, † 1803)
- Giorgio II di Ceva, marchese italiano
- Giorgio Alessandro di Meclemburgo-Strelitz, duca (Remplin, n. 1859 - San Pietroburgo, † 1909)
- Giorgio Alessandro di Meclemburgo, duca (Nizza, n. 1921 - Mirow, † 1996)
- Giorgio Guglielmo di Legnica, duca (Oława, n. 1660 - Brzeg, † 1675)
- Giorgio II di Württemberg-Mömpelgard, duca tedesco (Mömpelgard, n. 1626 - Mömpelgard, † 1699)
- Giorgio di Sofia il Nuovo, bulgaro (Kratovo - Sofia, † 1515)
- Giorgio I d'Assia-Darmstadt (Kassel, n. 1547 - Darmstadt, † 1596)
- Giorgio di Baviera, duca (Burghausen, n. 1455 - Ingolstadt, † 1503)
- Giorgio Ordelaffi, italiano († 1423)
- Giorgio Pennacchietti, ex tiratore a segno italiano (Bologna, n. 1931)
- Giorgio Perlasca, italiano (Como, n. 1910 - Padova, † 1992)
- Giorgio Santuz, ex politico italiano (Udine, n. 1936)
- Giorgio Zini, ex sciatore freestyle italiano (Livigno, n. 1967)